# Революція гідності
50°27′00″ пн. ш. 30°31′27″ сх. д. / 50.45° пн. ш. 30.524166666667° сх. д.

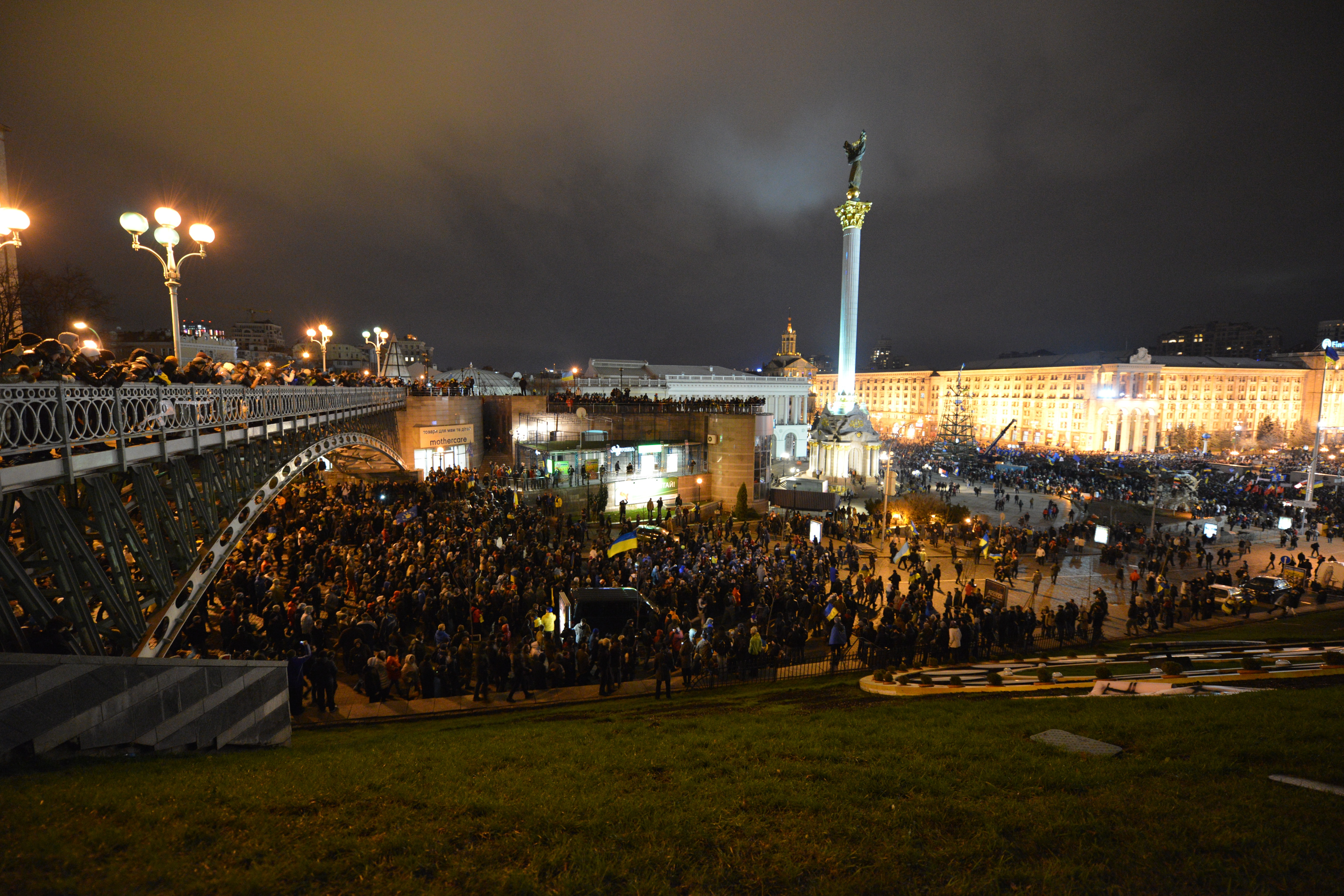
Мирний мітинг на майдані Незалежності, 1 грудня 2013 року

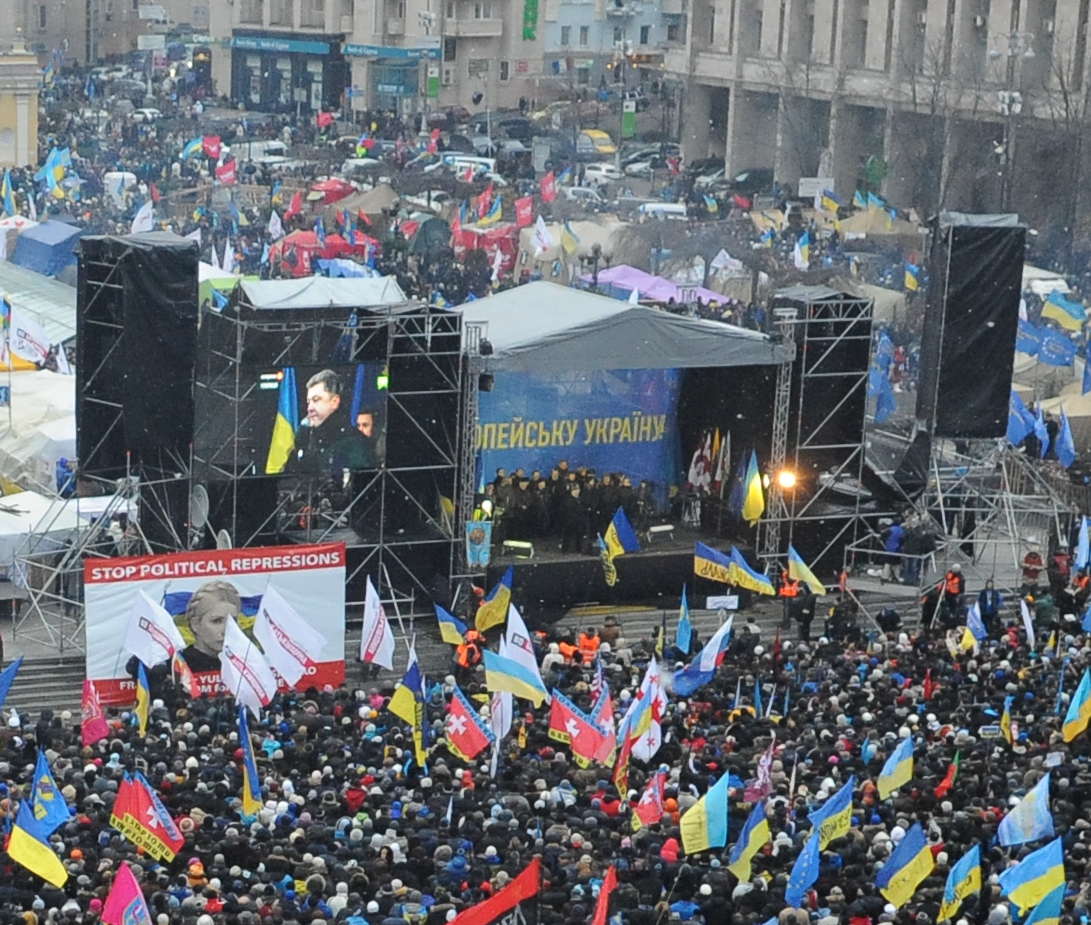
Сцена Євромайдану в Києві. Виступ Петра Порошенка, 8 грудня 2013

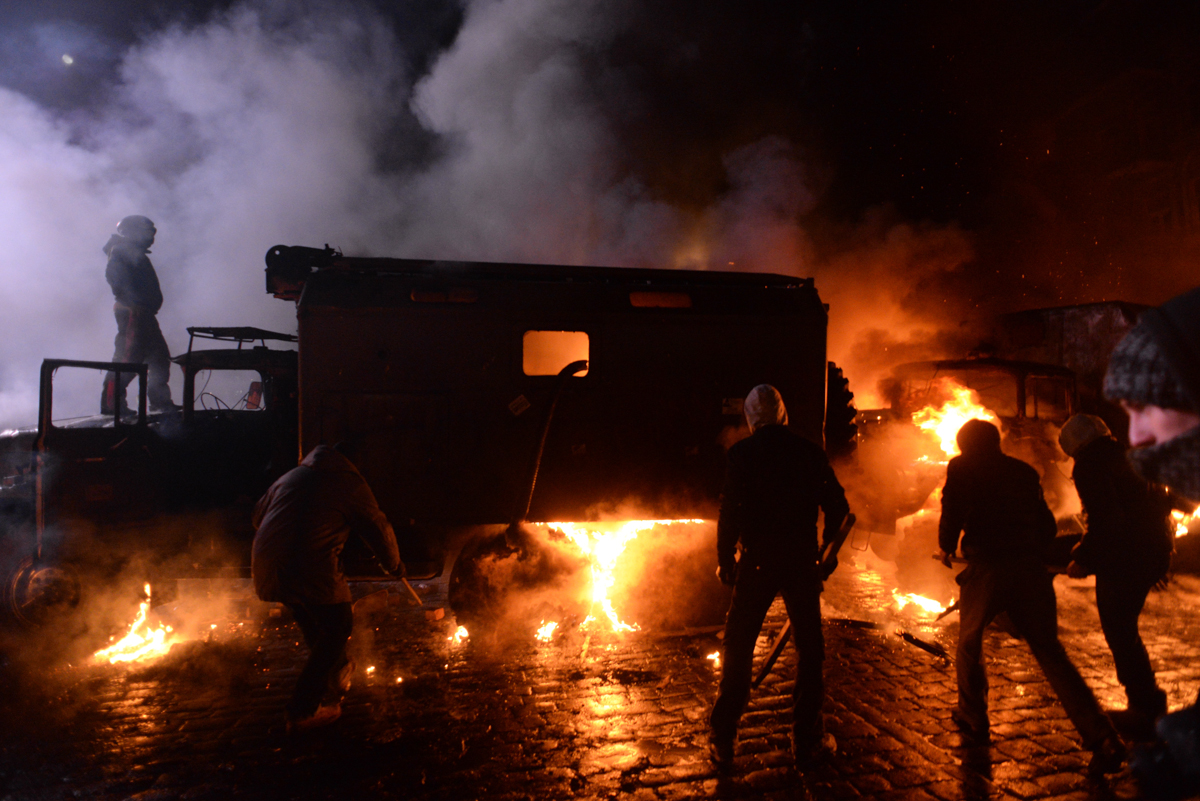
Бої біля стадіону «Динамо» на Грушевського, 19 січня 2014 року

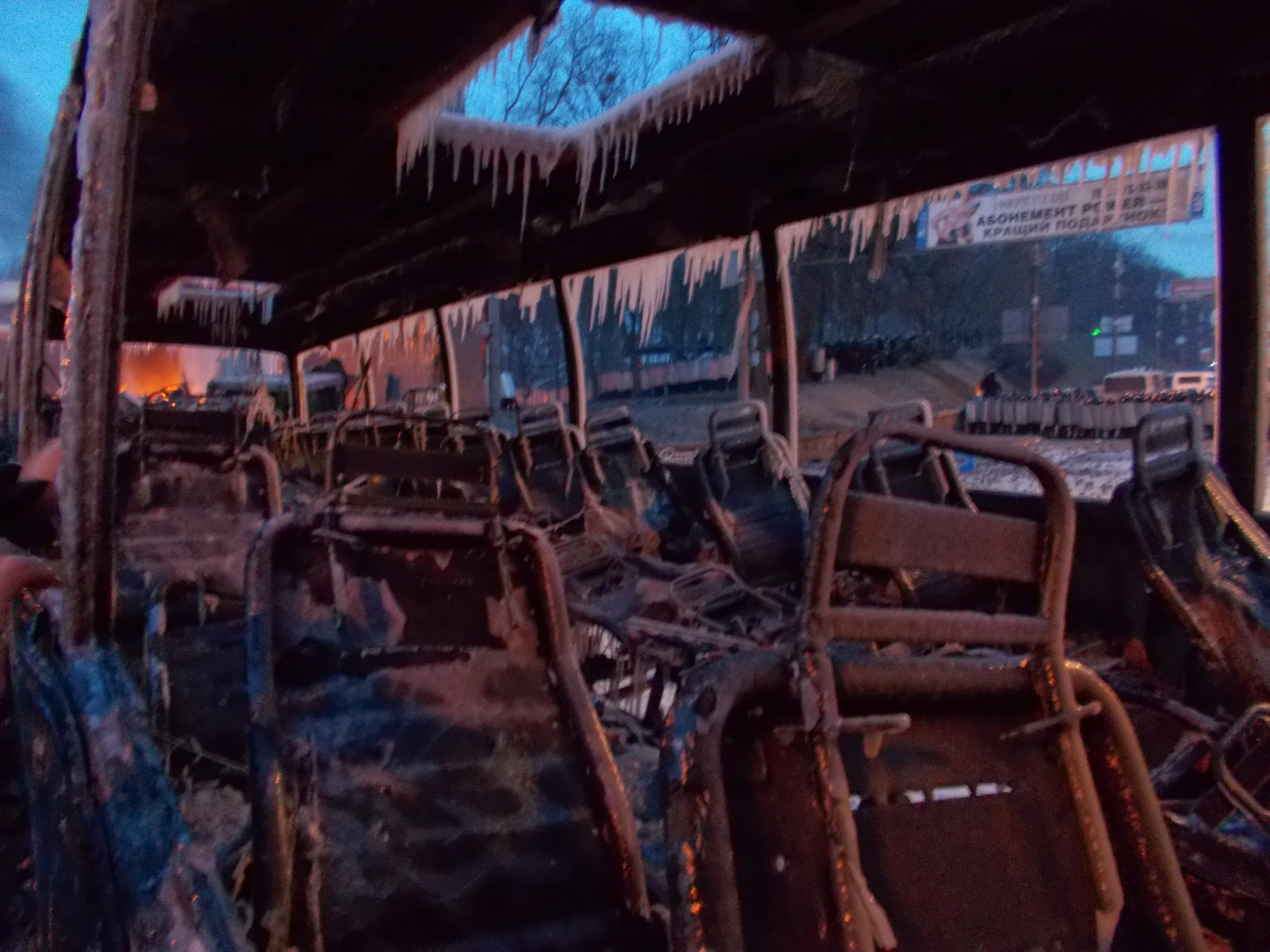
Протистояння біля стадіону «Динамо», 20 січня 2014 року

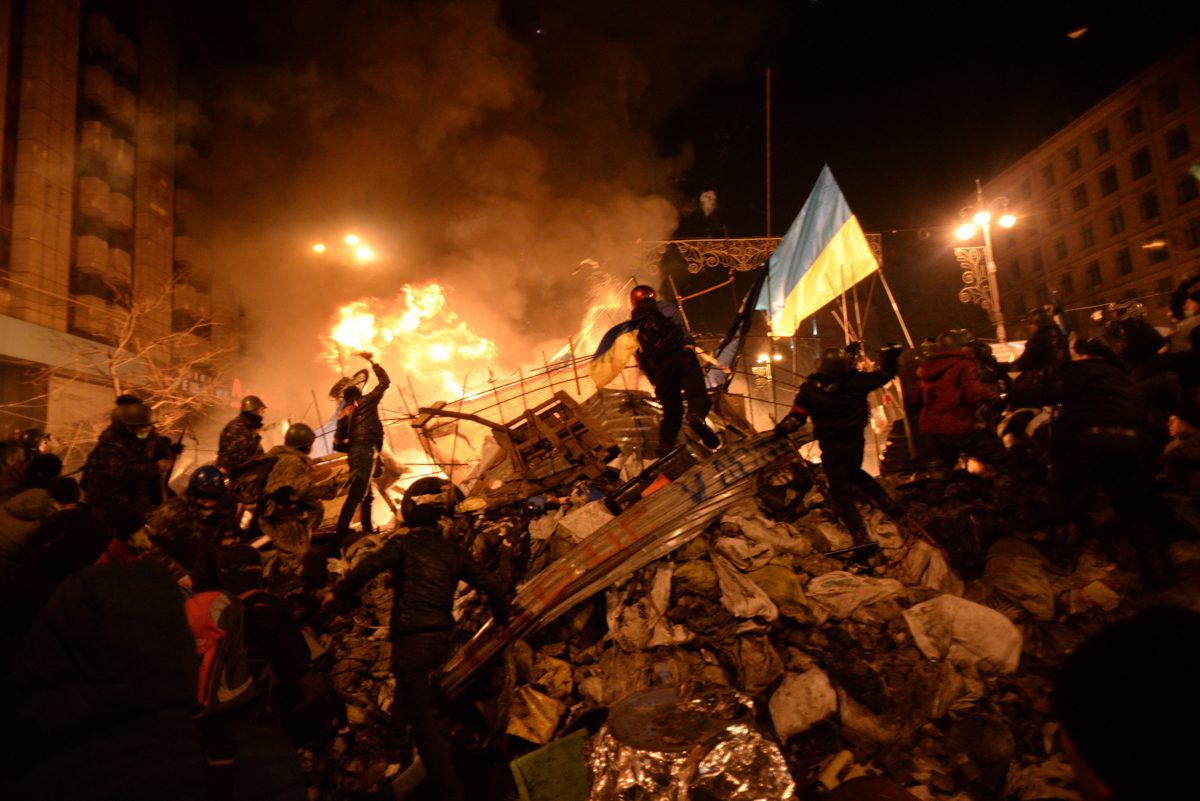
Барикадні бої 18 лютого 2014 року

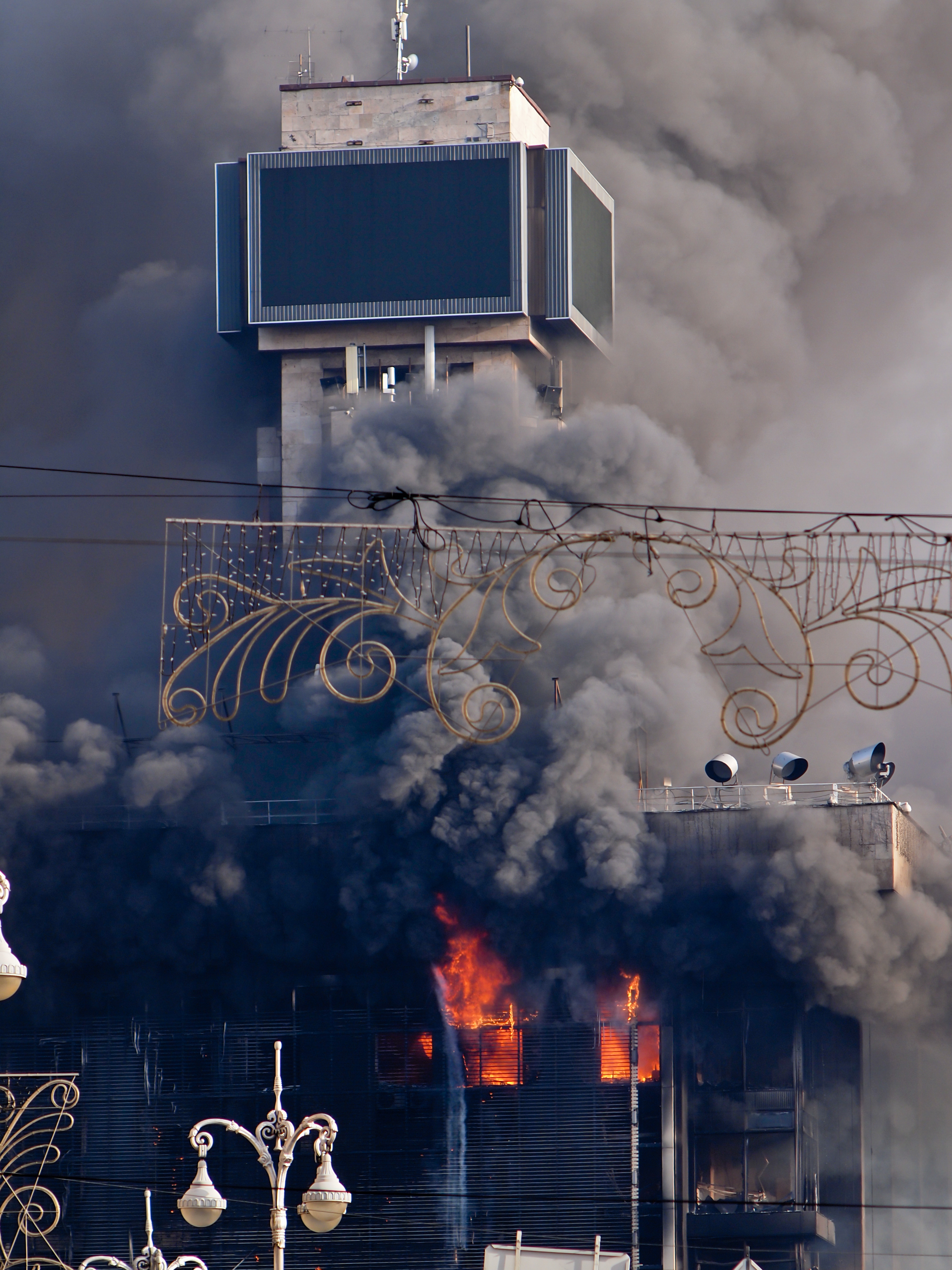
Палаючий Будинок профспілок України, 19 лютого 2014 року

Револю́ція гі́дності, або Револю́ція гі́дности (також Єврореволюція) — політичні та суспільні зміни в Україні з 30 листопада 2013 року до лютого 2014 року, викликані протестом громадян України проти протиправного розгону мирної акції студентів та громадських активістів, яка розпочалася 21 листопада 2013 року як спротив проти відходу політичного керівництва країни від законодавчо закріпленого курсу на Європейську інтеграцію та подальшою відмовою від цього курсу (див. «Євромайдан»). Одними з головних причин протестів стали надмірна концентрація влади в руках Віктора Януковича та його «сім'ї», небажання народу України миритись із перетворенням країни не лише де-факто, але і де-юре на одну з колоній Росії.
Активісти зібрали матеріальні правдиві свідчення подій Революції, що нині зберігаються у колекції Національного музею Революції Гідності, де міститься понад 2000 предметів, 500 аудіо- та відеоінтерв'ю, велике зібрання фотографій та існує бібліотека книжкових видань про події Революції.
Терміни «Революція гідності» та «Єврореволюція» стосовно означених подій іноді використовуються в тому ж контексті, що й термін «Євромайдан», але мають інше семантичне навантаження: «Євромайдан» здебільшого застосовується в контексті організації, форми та місця проведення протестів на підтримку європейського вибору України — як складова Революції гідності; Революція Гідності — як суспільні та політичні зрушення, викликані зривом підписання Угоди про Європейську інтеграцію, та, власне, самим Євромайданом.
Також існують розбіжності оцінок дати початку Революції. Політикум України, українські ЗМІ та блогери вважають за дату початку Революції 21 листопада 2013 року, коли Уряд Азарова зірвав підписання угоди про Євроінтеграцію, після чого почали збиратись перші мітингувальники; або 30 листопада, день, коли на Євромайдані були побиті студенти. За межами України поширена думка, що дату Революції необхідно визначати з ходи протестувальників до Верховної Ради 18 лютого, коли почались масові криваві зіткнення зі значними людськими жертвами. Ці розбіжності виявляються і в назвах відповідних статей Вікіпедії.
Символом Революції гідності став Piano Extremist, образ якого здобув популярність по всьому світу.

## Передумови

### Політика Уряду Миколи Азарова

#### Повзуча русифікація
З першого ж року приходу до влади Віктора Януковича та його команди в Україні була розгорнута масштабна програма неоголошеної русифікації. Неоголошені заходи зі зросійщення полягали у відмові від українськомовних інформаційних продуктів на державному телебаченні та зростанні частки продукованої в Росії продукції в культурних заходах, на телебаченні та в радіоефірі України. Так, наприклад, у часи президентства Януковича стало традицією транслювати на свята загальнодержавними телеканалами російські святкові передачі, а в будні дні культурні програми присвячувалися життю російських «зірок».
Так само в Україні поширювалися непритаманні українській культурі російські символи. Так, у грудні 2010 року, по всій Україні були проведені масові заходи з використанням російських культурних символів: скоморохів, матрьошок, самоварів, ведмедів тощо. Подібні заходи проводились і надалі.
Загалом, така політика, що слугувала утворенню стійкої уяви меншовартості української культури та розколу українського суспільства, викликала обурення пересічних українців та, зокрема, української інтелігенції. Несприйняття такої політики виявилось тим більшим, що її проведення припало на період активізації в суспільстві патріотичних ідей, про що свідчить, у тому числі тимчасове лідерство Степана Бандери в проєкті «Великі українці».

#### Нищення малого бізнесу
З обранням Президентом України Віктора Януковича, економічним блоком Уряду був взятий курс на згортання малого бізнесу та розширення великого. Це рішення цілком відповідало інтересам політичних сил, які представляв Віктор Янукович, і було направлене на збільшення статків власників великих підприємств, значна частина яких у майбутньому склала так звану сім'ю Януковича.
Перші масштабні ознаки невдоволення цим курсом виявились у грудні 2010 року під час масових протестів проти ухвалення Верховною Радою України проєкту нового Податкового кодексу України. Протести відбулись у листопаді — грудні 2010 року через незгоду з обраною новим керівництвом країни економічною політикою, направленою на руйнування малого та середнього бізнесу. Ці протести отримали назву «Податковий майдан» і відбувалися в найбільших містах України, у тому числі — на майдані Незалежності в м. Києві.
На 2010 рік у малому бізнесі України було зайнято близько 6,5 млн осіб, його частка в загальному обсязі реалізації становила 33 %. Через введення нового Податкового кодексу число зайнятих у малому бізнесі мало скоротитися майже на 1 млн осіб.

#### Руйнування фінансової системи
Обраний командою Віктора Януковича економічний курс призвів до деградації фінансової системи країни. За період перебування цієї команди при владі боргове навантаження на економіку зросло на $ 40 млрд, а золотовалютні резерви НБУ зменшились на 20 млрд. За цими та попередніми кредитами у 2014 році необхідно було здійснити платіж у $ 14 млрд, при цьому на кінець 2013 ЗВР НБУ становили 18.8 млрд, валютна складова ЗВР на лютий 2014 — лише $ 2.85 млрд, а залишки на рахунках державного казначейства — 108 тис. гривень.
Помітною ознакою руйнування державної фінансової системи стала практика перманентного збирання податків наперед, вибіркова компенсація податку на додану вартість та часткове блокування розрахунків через державну казначейську службу України.

#### Харківські угоди
21 квітня 2010 року Віктор Янукович підписав із президентом Росії Дмитром Медведєвим так звані Харківські угоди, згідно з якими термін перебування Чорноморського флоту Російської Федерації в Севастополі подовжили з 2017 року, коли спливав термін його базування, до 2042 року з автоматичним продовженням на 5 років. Термін перебування флоту збільшили в обмін на здешевлення для України російського газу шляхом застосування знижки у вигляді анулювання митних зборів.
Підписання Угод викликало в Україні обурення опозиції та суспільства загалом. Більшість аналітиків розцінили її як таку, що суперечить Конституції України.
У результаті ці Угоди жодним чином не розв'язали проблему України з газом, а Росія і надалі провадила в газовій сфері політику ультиматумів. При цьому «Харківські угоди» сприяли анексії Криму Росією.

#### Системна криза режиму Януковича
Наявність широкого спектра передумов до виникнення протестів у культурній, економічній, правовій, соціальній та інших складових суспільного життя призвели до виникнення в Україні наприкінці 2013 року класичної революційної ситуації. Так, у березні 2013, більше ніж за пів року до «Майдану», Віктор Балога констатував, що «в Україні революційна ситуація».

### Законодавче забезпечення Угоди з ЄС
Угода про асоціацію між Україною та ЄС готувалась відповідно до законодавчо закріплених пріоритетів зовнішньої політики України: Стратегії інтеграції України до ЄС (1998), Угоди про партнерство та співробітництво між Україною та Європейськими Спільнотами та їх державами-членами (1994), інших документів, які разом визначали пріоритети європейського напрямку розвитку України та передбачали створення інституційних інструментів реалізації цих пріоритетів.
Стратегія інтеграції України до ЄС також базувалась на позиції та стратегії ЄС щодо України (1994, 1999), інших рішеннях Ради ЄС щодо України.
Стратегія інтеграції України до ЄС визначала основні пріоритети діяльності органів виконавчої влади щодо створення передумов набуття Україною повноправного членства в Європейському Союзі та входження України до європейського політичного (у тому числі у сфері зовнішньої політики і політики безпеки), інформаційного, економічного і правового простору. Отримання статусу асоційованого члена ЄС визначалось цією стратегією як головний зовнішньополітичний пріоритет України в середньостроковому вимірі.

#### Підготовка Угоди
Підготовка Угоди тривала протягом 2007—2012 рр., при цьому провели 21 раунд переговорів щодо власне підготовки та 18 раундів переговорів щодо створення зони вільної торгівлі.
11 листопада 2011 року, в Брюсселі в ході завершального 21-го раунду переговорів узгодили всі положення тексту Угоди. 19 грудня 2011 р., у Києві, лідери України та ЄС офіційно заявили про завершення переговорів щодо Угоди про асоціацію. 30 березня 2012 року в Брюсселі глави переговорних делегацій парафували Угоду.

#### Економічна складова у відносинах із ЄС
Підготовлена Угода надавала Україні цілий ряд преференцій і закріплювала суттєві поступки з боку ЄС. Так, 18 вересня 2013 року на засіданні Уряду Прем'єр-міністр України Микола Азаров заявив, що при підготовці Угоди значною мірою вдалося захистити інтереси вітчизняної економіки і знайти компромісні рішення, прийнятні для обох сторін. Згідно із досягнутими домовленостями, лібералізація торгівлі повинна була охоплювати понад 97 % тарифних ліній або понад 95 % обсягу двосторонньої торгівлі між сторонами. Передбачалось, що середня ставка мит для товарів із Євросоюзу в Україні зменшиться вдвічі: із 4,95 % до 2,42 %, у той час як середня ставка мит Євросоюзу для українських товарів зменшиться в 15 разів: із 7,6 % до 0,5 %. Основні зміни мит для 99 % українських товарів, що постачаються до ЄС, відбудуться в перший рік дії Угоди — ще до ратифікації Угоди державами-членами ЄС. Мито для товарів із ЄС в Україні буде знижуватися поступово, протягом 4 років.

#### Економічна складова у відносинах із Росією
За останні півтора року до підписання Угоди обсяги торгівлі України з Росією постійно скорочувались, загалом скорочення сягнуло 25 % початкового обсягу. У цей час із боку Росії неодноразово лунали заяви, що Україна в ході переговорів із Європейським Союзом не враховує інтереси Росії. При цьому Росія, як один із дієвих засобів «доведення» своїх економічних інтересів, неодноразово створювала перепони для українського експорту в Росію, а блокування експорту продукції української компанії «Рошен» навіть отримало назву «Шоколадна війна».

### Зрив підписання Асоціації з ЄС

#### Аргумент про 160 мільярдів
В останній тиждень підготовки угоди в інформаційному просторі України з джерел, близьких до владних структур України, з'явилась інформація, що для асоціації з ЄС Україні потрібно 160 млрд доларів США. Ця інформація подавалась, у тому числі на найвищому рівні. Так, наприклад, 27 листопада про це заявив Президент України В. Ф. Янукович. Як один з індикаторів розрахунків наводилась сума допомоги, надана ЄС Польщі, Чехії, Словаччині і Угорщині в період із 1991 по 2015 рік, додатково збільшена в 1.5 рази. При цьому замовчувалось, що переважну частину від суми допомоги — 86,5 % — ці країни отримали не як асоційовані, а як повноправні члени ЄС, тобто, перебуваючи в стані відносин із ЄС, які виходили за межі положень Угоди про асоціацію ЄС та України.
2 грудня Прем'єр-міністр України Микола Азаров заявив, що ніяких 160 млрд Україна в ЄС не просила. Цього ж дня Перший віцепрем'єр України Сергій Арбузов заявив, що у вересні 2013 року надавав розрахунки, відповідно до яких Уряду України було достатньо 3-5 мільярдів як сума, яка б дозволила запустити процеси модернізації економіки.
Таким чином, надумана неможливість отримання до 2017 року допомоги на суму 160 млрд використовувалась, як один із мотивів гальмування підготовки угоди. Як наслідок, комісар ЄС Штефан Фюле із цього приводу зазначив, що досвід вступу в ЄС інших країн вказує, що такі цифри є необґрунтованими.

#### Аргумент про 36% обсягів торгівлі з Росією
На стадії гальмування підготовки угоди вищим керівництвом України неодноразово декларувалося число 36 % як обсяг товарообігу з Росією. При цьому замовчувалося, що насправді 36 % є обсягом товарообігу не з Росією, а з усіма країнами СНД. Це ж число було озвучене В. Ф. Януковичем у вечірній пресконференції 2 грудня. Насправді відповідно до даних Держкомстату України, які були доступні на момент виголошення заяв, за 9 місяців 2013 року обсяг торгівлі з Росією складав:
- загальний експорт: 46294533.4 (100 %)
  - у тому числі в Росію: 11411957.8 (24.7 %)
- загальний імпорт: 56003074.9 (100 %)
  - у тому числі з Росії: 16470623.1 (29.4 %)
- товарообіг (імпорт + експорт): 102297608.3 (100 %)
  - у тому числі з Росією: 27882580.9 (27.3 %)

Таким чином, зазначена інформація про 36 % обсягу товарообігу з Росією не відповідала дійсності і використовувалась для введення українського суспільства в оману.

#### Відмова КМ України від підготовки Угоди
21 листопада Кабінет Міністрів України на своєму засіданні прийняв розпорядження, згідно з яким процес підготовки до підписання Угоди про асоціацію між Україною та Європейським Союзом, Європейським Товариством з атомної енергії та їхніми державами-членами, а також дію рішення Кабінету міністрів України від 18 вересня 2013 р. було призупинено. Рішення ухвалене «в інтересах національної безпеки» України.

### Подальша протидія Уряду курсу на Євроінтеграцію
Починаючи із заяви Уряду про призупинення підготовки євроінтеграції основним спікером заяв про «невигідність» курсу на євроінтеграцію лишався Уряд та його Прем'єр-міністр Микола Азаров:
- 1 грудня Микола Азаров заявив, що бюджет буде сформований за результатами його візиту до Москви[47].
- 7 грудня Микола Азаров заявив, що Україна не отримає безвізовий режим із ЄС, «якщо Росія не схвалить»[48].
- 14 грудня Микола Азаров заявив, що для отримання безвізового режиму з Європейським союзом Україні необхідно узаконити одностатеві шлюби і прийняти закон про рівність сексуальних меншин[49]. Коментуючи цю заяву, голова представництва Європейського Союзу в Україні Ян Томбінський сказав: «тут немає нічого спільного з реальністю», зазначивши, що така заява була зроблена «можливо тому, що треба знайти додаткові доводи і докази для людей у тому, що Європейський Союз — це не шлях для України»[50].
- 17 грудня Віктор Янукович домовився про отримання від Росії $15 млрд шляхом купівлі Росією українських цінних паперів[51].
- 20 грудня Микола Азаров заперечив, що Росія застосовувала шантаж і розв'язала проти України торговельну війну, щоб не допустити підписання Угоди про асоціацію[52].
- 27 грудня була зроблена заява, що «Україну ніхто в ЄС не кличе»[53].

### Євромайдан

#### Підготовка Євромайдану
У проміжок часу між зривом підготовки Угоди та перед підписанням Угоди в Україні виникло кілька «майданів», на яких виголошувались вимоги щодо підписання Угоди Президентом України у Вільнюсі. Помітною ознакою цих «майданів» стало те, що на них була відсутня партійна символіка, а їх організатори всіляко придушували спроби виголошення партійних та антиурядових лозунгів. Схвалення щодо цих «майданів» висловив Віктор Янукович, а допомогу в їх облаштуванні надавали, у тому числі владна Партія регіонів та КМДА: 26 листопада був встановлений намет для обігріву; 24 та 29 листопада (вже після непідписання Януковичем Угоди) були проведені «альтернативні євромайдани». Як стало відомо пізніше, ці «майдани» були організовані Партією Регіонів і мали слугувати засобом зниження суспільної напруги, яка виникла після зриву підготовки Угоди, та демонструвати європейським лідерам та українському суспільству прихильність української влади обраному курсу на євроінтеграцію.
Після 29 листопада, через непідписання Януковичем Угоди у Вільнюсі, «майдани» стали непотрібні і були згорнуті, але деяка частина учасників не підкорилася вказівці про розпуск і продовжила акції на підтримку євроінтеграції. Ці акції, в умовах згортання «майданів» владою, обернулися на символ непокори владі і перетворилися на нові Майдани. Найбільший із таких Майданів виник у Києві на майдані Незалежності. У ніч проти 30 листопада для розгону цього Майдану влада застосувала силу.

#### Силовий розгін 30 листопада
У ніч проти 30 листопада начальник ГУМВС України в Києві В. В. Коряк віддав наказ на силовий розгін Євромайдану в Києві. О 4 годині ранку, коли на майдані Незалежності перебувало близько 100 протестувальників, площу оточили 300 озброєних спецзасобами бійців «Беркуту» та з надмірним застосуванням сили витіснили людей із майдану: людей били кийками та ногами. Внаслідок розгону було травмовано 84 протестувальників, у тому числі 17 студентів. Частина протестантів знайшла притулок у Михайлівському золотоверхому монастирі. Приводом для розгону стало нібито встановлення Новорічної ялинки.
За версією журналіста Мустафи Найєма керував операцією заступник Секретаря РНБО, колишній народний депутат Володимир Сівкович. Ця інформація була підтверджена 14 грудня головою КМДА Олександром Поповим на допиті в Генпрокуратурі. 19 грудня Віктор Янукович повідомив зі слів Андрія Клюєва, що розгін Євромайдану стався, бо «була мета — стабілізувати ситуацію».

### Інші аспекти
Зрив підписання Угоди та побиття студентів, виявились не єдиними, а, можливо, і не головними причинами соціального напруження. Інші аспекти соціального напруження визначались невдоволенням через зростальну політичну корупцію та цинізм стосовно власного народу, що проявлявся в повній абсурдності коментарів влади щодо суспільно значущих питань. Так, політики та політологи схиляються до думки, що переговори з ЄС щодо підписання угоди про асоціацію були потрібні Януковичу, лише для підсилення своїх позицій у перемовинах із Росією, а висловлювання одного зі спікерів та «диригентів» панівної Партії Регіонів — Михайла Чечетова — рос. «Мы их развели как котят» стосовно опозиції стало яскравим прикладом застосовуваних владою технологій.

## Характер та учасники протистояння

### Рушійні сили революції

#### Учасники акцій спротиву

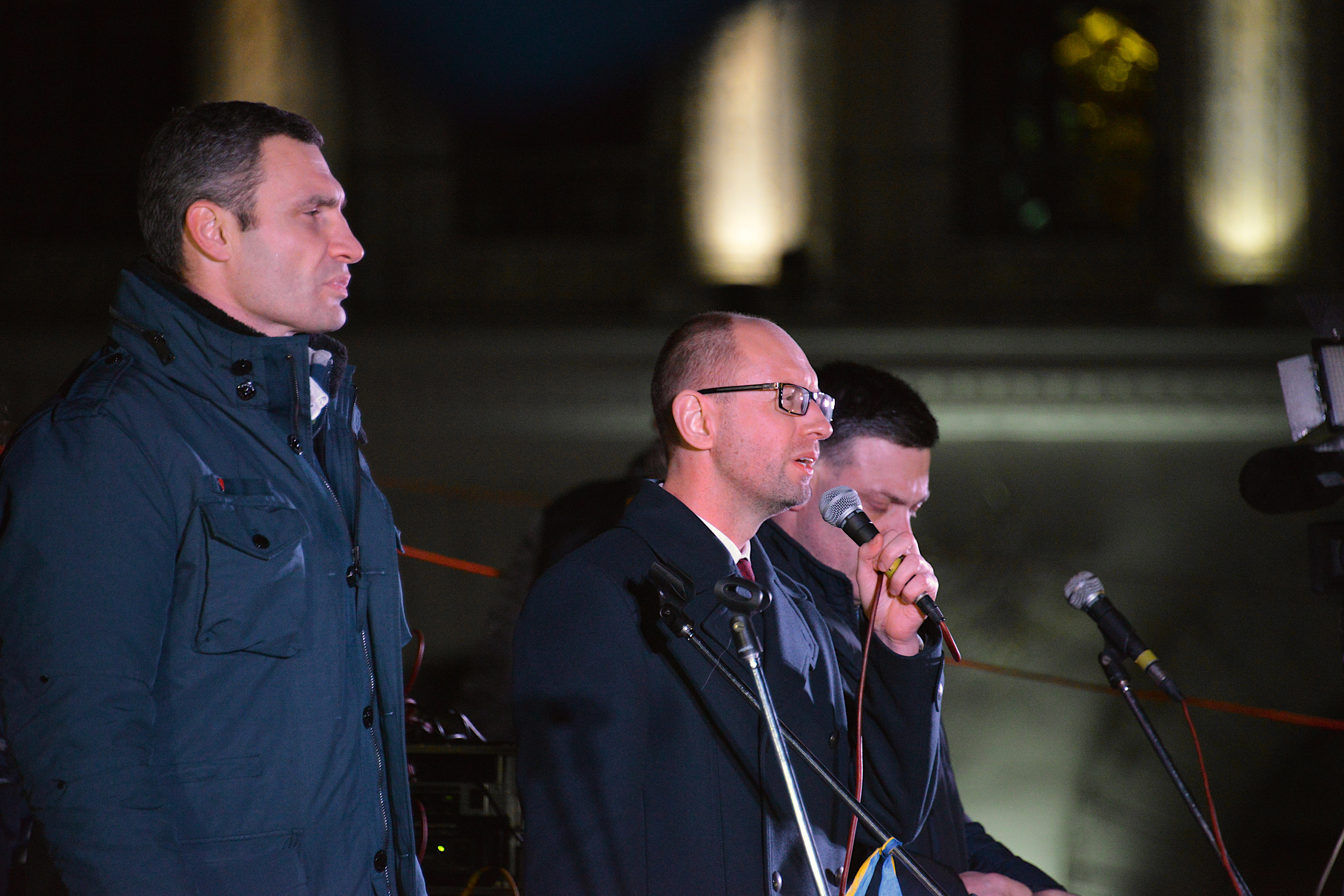
Лідери опозиції Віталій Кличко, Арсеній Яценюк, Олег Тягнибок. 27 листопада 2013

У своїй першій, мирній фазі Революція гідності мала всі ознаки кольорової революції: ненасильницький опір, мирні масові зібрання, організатори протестів та польові командири, спонсори протестів. Надалі, через непоступливість влади та її намагання «закрутити гайки», революція переросла у відкрите силове протистояння з численними людськими жертвами.
За даними Українського інституту національної пам'яті однією з основних рушійних сил Революції стало українське студентство, яке сприйняло свою відповідальність за майбутнє держави та виступило не лише учасниками революційних подій, але й виступили організаційною силою.
Окрім студентства рушійною силою Революції виступили футбольні фанати — як одна з найбільш організованих груп молоді. Наслідком їх спільного виступу стало примирення між групами підтримки окремих футбольних клубів.
Загалом, у протестах брали участь представники різних національностей та різних прошарків населення України — від найманих працівників до представників середнього бізнесу з усіх регіонів України.

#### Очільники протестів
Рішення щодо проведення акцій приймались учасниками майдану в режимі прямого волевиявлення, при цьому очільники акцій — представники парламентської ліберальної опозиції — намагалися частково координувати протести. За окремими оцінками ця координація була спрямована на звуження вимог до підписання угоди про асоціацію з урахуванням власних політичних інтересів. За іншими оцінками представники опозиції виявились не готовими до масових протестів, тому за основний напрямок своєї активності спочатку обрали запобігання провокацій та визволення заарештованих активістів.

### Захисники режиму
Захисниками режиму, окрім сил міліції та внутрішніх військ, які виконували накази чинного на той час політичного керівництва країни, стали переважно декласовані елементи, яких масово залучали до участі в «антимайданах» грошима та організовано звозили практично зі всієї України (за винятком окремих західних областей). Так, для підвезення учасників «Антимайдану» з півдня та сходу України в найбільш «гарячі» дні викупили 17 поїздів на близько 17 тисяч місць.

### Інші учасники, сили та засоби
Існує інформація, що в протистоянні брали участь підрозділи сил спеціального призначення Російської Федерації, які виступили на боці захисників режиму або як самостійна сила, яка намагалась загострити конфлікт між протестантами та владою.
9 лютого 2022 року, за результатами здійснення спеціального досудового розслідування, слідчі ДБР повідомили, що колишні експосадовці, а саме Міністр внутрішніх справ України, його заступник та начальник Департаменту матеріального забезпечення МВС України у січні 2014 року незаконно постачали з території Російської Федерації до України ручні газові гранати «Дрейф-2», світло-шумові гранати «Заря-2», «Факел-С», «Пламя-М» та ручні димові гранати. Вказані спецзасоби не проходили експертизи щодо можливості та порядку їх застосування до людей, однак були застосовані підрозділами МОП «Беркут» МВС України проти учасників акцій протесту в центрі Києва.

## Символ Революції гідності

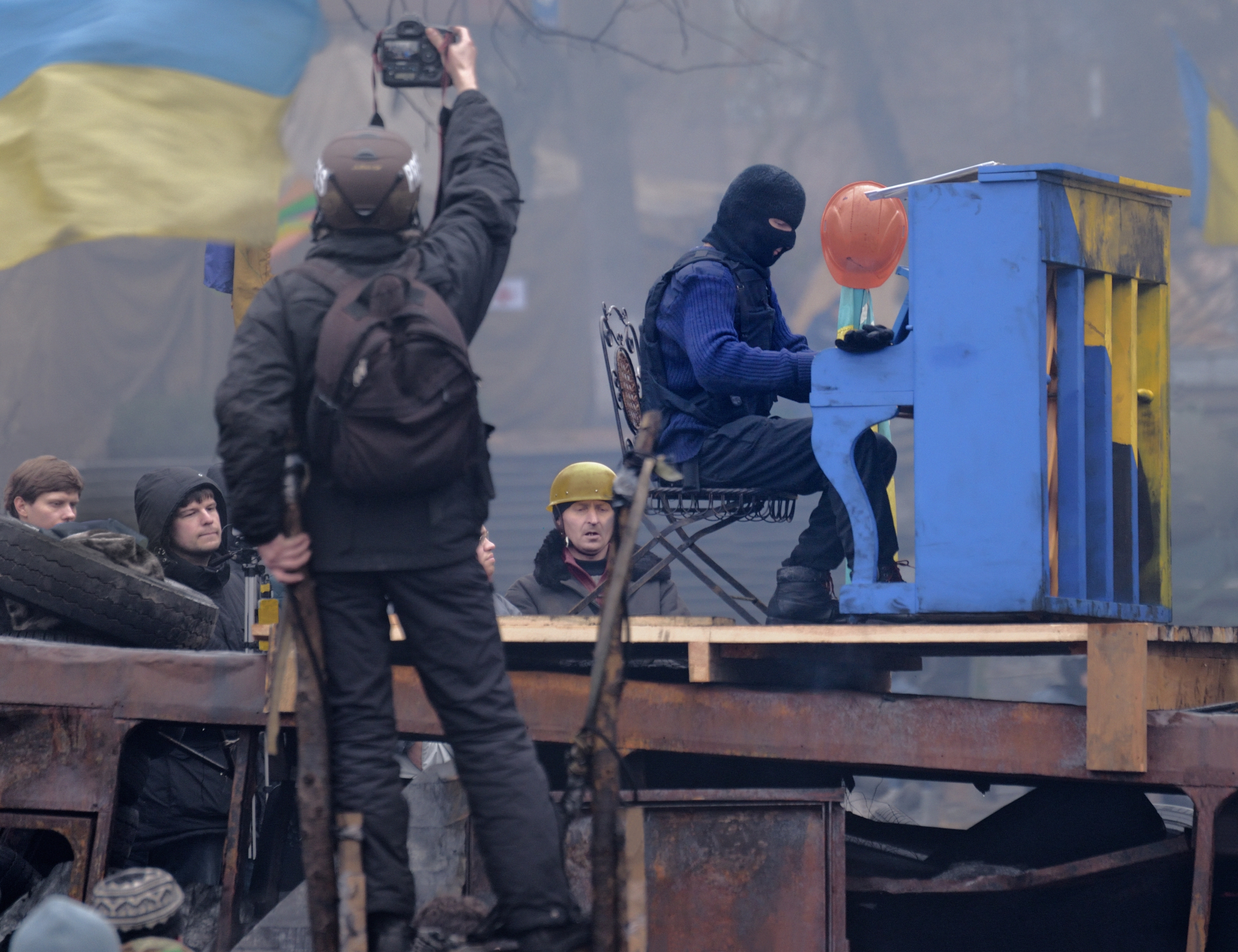

Символом Революції гідності стала людина, що створила образ, який облетів увесь світ. Образ, який сформувався в сучасного покоління українців після подій Майдану під час Революції гідності. Завдяки важливій історичній складовій та через прихильність автора проєкту до класичної музики, жанр його власної творчості можна назвати історичною неокласикою.
У 2014 році Piano Extremist уперше зіграв на Хрещатику твір «Ludovico Einaudi — Nuvole bianche», та був одягнений у балаклаву та бронежилет.
На «YouTube» його відео набрало понад 500 000 переглядів, і стало музичним символом Майдану.
Восени того ж року разом із батальйоном «Дніпро-1» завітав до зони АТО, започаткувавши АТО-тур під гаслом: «Ми захистимо тих, хто захищає нас!». Мандрував переважно центральною і східною Україною, завітавши до понад 50 міст із благодійними вуличними концертами.
Загалом із 2014 до 2018 року Piano Extremist зробив понад 300 концертів Україною: Північ, Південь (блок-пост Чонгар), Західна, а також — Східна частини України, почули живі виступи.
Навесні 2014 року, Piano Extremist написав свій перший власний твір «Небесній Сотні», а згодом, перед початком збройної агресії Росії проти України — «У кожного своя війна». Уже у 2015 році він записує свій перший альбом на дніпровській студії і називає його слоганом, який під час сутичок із правоохоронцями, які били і катували українських активістів у час Революції, був намальований на його дерев'яному щиті — «Захист Вільних Сердець» (2015)та відвідав ряд українських міст, презентуючи його.
Завдяки важливій історичній складовій та через прихильність автора проєкту Богдана до класичної музики, жанр його власної творчості можна назвати історичною неокласикою. Втім, сам засновник віддає перевагу гаслу «Музика — моя зброя», і вважає, що краще за всі визначення говорить до людей саме його жива гра, у яку він вкладає всього себе.
У 2019 році через важку хворобу Піаніст припинив виступи і зосередився на живописі, який став частиною його життя в перервах між концертами.
Під час виступів він завжди одягає балаклаву та ретельно приховує своє обличчя.
Музика не єдине, через що Маестро виражає власні почуття, думки, та розповідає те, що він бачив наживо. З часом Богдан почав писати картини.

## Позиція церкви
Під час Революції гідності УПЦ КП відкрито підтримала прагнення українського народу до свободи та виступила на його боці, поки УПЦ МП стримано відгукнулись проти розколу суспільства.

## Мирна фаза протистояння

### Характер протестів
Від самого початку активної фази протистояння мітингувальниками був обраний курс на мирний характер протестів. При цьому, спроба втягнути мітингувальників в агресивне протистояння із силами правопорядку під час штурму Адміністрації Президента 1 грудня зазнала невдачі: мітингувальники не долучились до штурму, а опозиційні депутати та лідери протесту своїми тілами відгородили мітингувальників від сил правопорядку.
Після подій 1 грудня силовий контакт хоча і мав місце, але все більше переходив у цивілізоване русло та мав локальний характер. При цьому влада намагалась імітувати «всенародну підтримку» курсу Уряду та Президента звозячи людей на «антимайдани» — проплачені мітинги, які проходили під прапорами Партії Регіонів. При цьому окремим учасникам «антимайдану» гроші або не платили, або платили лише частково.

### Перебіг подій

#### 30 листопада
У відповідь на побиття студентів, на Михайлівську площу, де перебувала частина побитих із майдану Незалежності, зібрались тисячі киян та гостей столиці. Вдень на Михайлівській площі виник стихійний мітинг. Лідери трьох опозиційних партій: Віталій Кличко, Олег Тягнибок і Арсеній Яценюк оголоси рішення про створення Штабу національного спротиву.
Подальший розвиток подій отримав назву «Європейська революція» або «Єврореволюція», пізніше — «Революція гідності».

#### 1 грудня
У річницю Референдуму про суверенітет 1991 року на майдани і вулиці Києва вийшли, за різними оцінками, від 500 тисяч до 1 млн протестувальників. Цього ж дня відбулася спроба штурму Адміністрації Президента. Ця подія набула неоднозначних оцінок: опозиція стверджувала, що штурм — справа рук владних провокаторів; окремі радикальні молодіжні організації позитивно поставилися до штурму; його також підтримали окремі протестанти, що постраждали при побитті студентів. В організації штурму звинуватили лідера партії «Братство» Дмитра Корчинського, якого після цього оголосили в розшук. Пізніше відповідальність за штурм Банкової взяли на себе ультраправі (за результатами слідства Генеральна прокуратура України 17 листопада 2015 повідомила, що наказ про побиття студентів віддав особисто Віктор Янукович, він також координував провокативні штурми).
Цього ж дня в Києві членами опозиції був створений координаційний центр Євромайдану — Штаб національного спротиву, який розмістився в Будинку профспілок України.

#### 2 грудня
О 14:00, Партія Регіонів спробувала провести в м. Донецьку мітинг на свою підтримку, але не змогла зібрати достатню кількість учасників, що свідчить про втрату Партією суспільної підтримки: на мітинг не вдалося зігнати навіть співробітників бюджетних установ. Донецьк вважається традиційною «вотчиною» В. Ф. Януковича та Партії Регіонів.

#### 3 грудня
Відбулось голосування про висловлення недовіри Уряду М. Азарова. За відставку подано 186 голосів замість необхідних 226. За відповідне рішення з Партії регіонів проголосував 1 депутат, із КПУ — 0 депутатів, із «Батьківщини» — 90, з «Удару» — 42, зі «Свободи» — 36, позафракційних — 17. Таким чином рішення про відставку прийняте не було.

#### 4 грудня
Прихильники Партії регіонів встановили перед будівлею Верховної Ради шість великих наметів. В акції беруть участь близько 2 тисяч осіб. Табір отримав назви «Тітушбург» та «вольєр із тітушками». Цього ж дня в Донецьку був зібраний провладний мітинг, учасників якого звозили автобусами. Мітинг розійшовся, щойно була проголошена резолюція.
Цього ж дня Перший віцепрем'єр України Сергій Арбузов заявив, що влада готова обговорити дострокові президентські вибори. 5 грудня ця заява була спростована.

#### 6 грудня
Мітингувальники з організації Демократичний Альянс почали лежачий протест під Генпрокуратурою. Протест проводиться на підтримку вимоги звільнити дев'ятьох хлопців, заарештованих Шевченківським районним судом 3 грудня на 60 днів за підозрою в організації масових заворушень у Києві 1 грудня, шляхом зняття з них підозри, на що генпрокурор має право згідно з пунктами 7, 9, 13 та 15 статті 36 Кримінального Кодексу України.
Від 8-ї години ранку активісти з Майдану лежать на всіх входах до ГПУ таким чином, що зайти в будівлю можна було, лише переступивши через них. «Переступили через закон — переступайте через українських громадян», — такий меседж Демократичного Альянсу. Протестувальники пропонують працівникам ГПУ підписати петицію про звільнення заарештованих активістів.

#### 8 грудня
Починаючи з 12-ї години, у Києві відбувся «Марш мільйонів» — Народне Віче із чисельністю, за різними оцінками, понад мільйон учасників. Було ухвалено рішення про розширення мітингу та початок блокування Адміністрації Президента, будівлі Уряду та інших установ. В. Януковичу висунуто ультиматум із загрозою розпочати блокаду його резиденції «Межигір'я».
Цього ж дня відбувся нечисленний (до 15 тисяч осіб) мітинг на підтримку Президента Януковича. При цьому, державний 1-й канал відмовився виконувати трансляцію цього мітингу. Частина держслужбовців, звезених на мітинг намагалася втекти, але охорона мітингу — озброєні люди в чорному — відловлювала втікачів і повертала назад. Цього ж дня стало відомо, що через нестачу охочих, тож вербувальники тітушок підняли розцінки до 100 доларів США за день «стояння».
Цього ж дня в Києві був знесений пам'ятник Леніну. Очільники Єврореволюції прокоментували цю подію з гумором: Яценюк заявив, що «Ленін впав від заздрощів. Тому що Ленін скликав одну революцію, а Янукович — дві».
Інший лідер опозиції, Олег Тягнибок, голова ВО «Свобода», на прохання прокоментувати дану подію лише словами: «Яке безглузде самогубство».
В урядовому кварталі міста почали зводити барикади.

#### 9 грудня
Загін кримського спецпідрозділу «Тигр», який із 4 числа був заблокований у Василькові, вирвався з блокади із частиною машин (15 одиниць техніки) і переважно пішим маршем рушив на Київ. Під час деблокування мав місце силовий контакт із мітингувальниками.
Об 11:30 загони внутрішніх військ почали оточення урядового кварталу та майдану Незалежності. Після 12-ї години проти мітингувальників почали розгортати водомети та пожежні машини, підігнали «автозаки», перекрили метро в центрі міста. У відповідь лідери опозиції закликали жінок та дітей покинути Майдан та контрольовані протестантами будівлі. Віталій Кличко та інші опозиційні депутати почали перемовини з командирами підрозділів внутрішніх військ.
Близько 13 години між барикадами Євромайдану та силовиками стали священники. Також у притул до силовиків — спинами до військовиків та спецзагонів — вишикувалася молодь «для захисту силовиків від провокацій».
Біля 14-ї години Олег Тягнибок повідомив, що сил для оборони Майдану вистачає, а влада проводить акцію психологічного тиску. На цей час серед мітингувальників перебувало досить багато жінок.
О 14:30 на Євромайдан вийшли посли та дипломати з посольств країн ЄС — «захищати».

#### 11 грудня
У ніч проти 11 грудня, незважаючи на завірення Президента України, які він виголосив перед спеціальним представником ЄС Кетрін Ештон, спецпризначенці та внутрішні війська розпочали масову акцію на витіснення мітингувальників із зайнятих ними позицій. Груба сила та спецзасоби, в основному, не застосовувались. На заклик про допомогу до майдану з міста почали підтягуватись добровольці. У результаті, для уникнення оточення з боку Майдану та міських добровольців, спецпризначенці та внутрішні війська були змушені відступити.
Цього ж дня увечері, після обговорення проблеми зі спецпредставником ЄС Кетрін Ештон та помічником Держсекретаря США Вікторією Нуланд, Віктор Янукович заявив, що «влада діятиме виключно в рамках закону і ніколи не вживатиме сили проти мирних зібрань».

#### 13 грудня
Відбувся «Круглий стіл» за участі Президента України, лідерів опозиції, інших представників. Президент Віктор Янукович оголосив про введення мораторію на силові дії і заявив, що йому відомі відповідальні за силовий розгін та побиття мітингувальників, 14 грудня були оголошені їх прізвища: очільник КМДА Попов, очільник київської міліції Коряк та заступник секретаря РНБО Сівкович. На першому ж допиті Попов повідомив, що він виконував розпорядження секретаря РНБО Клюєва.

#### 17 грудня
Віктор Янукович у ході шостого засідання російсько-української міждержавної комісії відвідав із візитом Росію. Були підписані 14 документів, що стосуються врегулювання торговельних обмежень у двосторонній торгівлі, співробітництва в окремих галузях, доповнення до контракту купівлі-продажу природного газу тощо. Також була отримана згода Росії вкласти 15 млрд доларів в українські цінні папери. Сторони завірили, що питання щодо вступу України до Митного союзу, проти чого виступав Євромайдан, не обговорювалося.

#### 22 грудня
Народне віче на Євромайдані в м. Києві з метою поглиблення, розширення та подальшої координації діяльності Євромайдану ухвалило рішення про створення загальнонаціональної організації Всеукраїнське об'єднання «Майдан».

#### 29 грудня
Автомайдан організував автопробіг до заміської резиденції Віктора Януковича в Нових Петрівцях. За 300 метрів до будинку Януковича мітингувальників зустрів заслін з автобусів та внутрішніх військ. Акція пройшла мирно.

#### 16 січня
16 січня 2014 провладна більшість у Верховній Раді прийняла пакет «Законів про диктатуру», які на думку більшості експертів, обмежували права громадян, надавали органам державної влади більшу свободу дій у сфері покарання учасників акцій протесту і мали на меті криміналізувати опозицію та громадянське суспільство. Закони приймалися без використання системи «Рада» та без обговорення. Їх прийняття стало реакцією влади на масові протести громадян, а їх норми певною мірою були запозичені з норм російського законодавства, а окремі норми були навіть жорсткіші за російські аналоги. Прикладом прямого запозичення є введені в законодавство поняття «екстремістська діяльність» та «іноземний агент».
Прийняття цих законів викликало нову хвилю протестів, окремі з яких мали відверто глузливий характер: відбулись мітинги з каструлями на голові та в медичних захисних масках на обличчях. Загалом, прийняття цих законів лише збільшило кількість невдоволених владою та підвищило активність протестувальників.

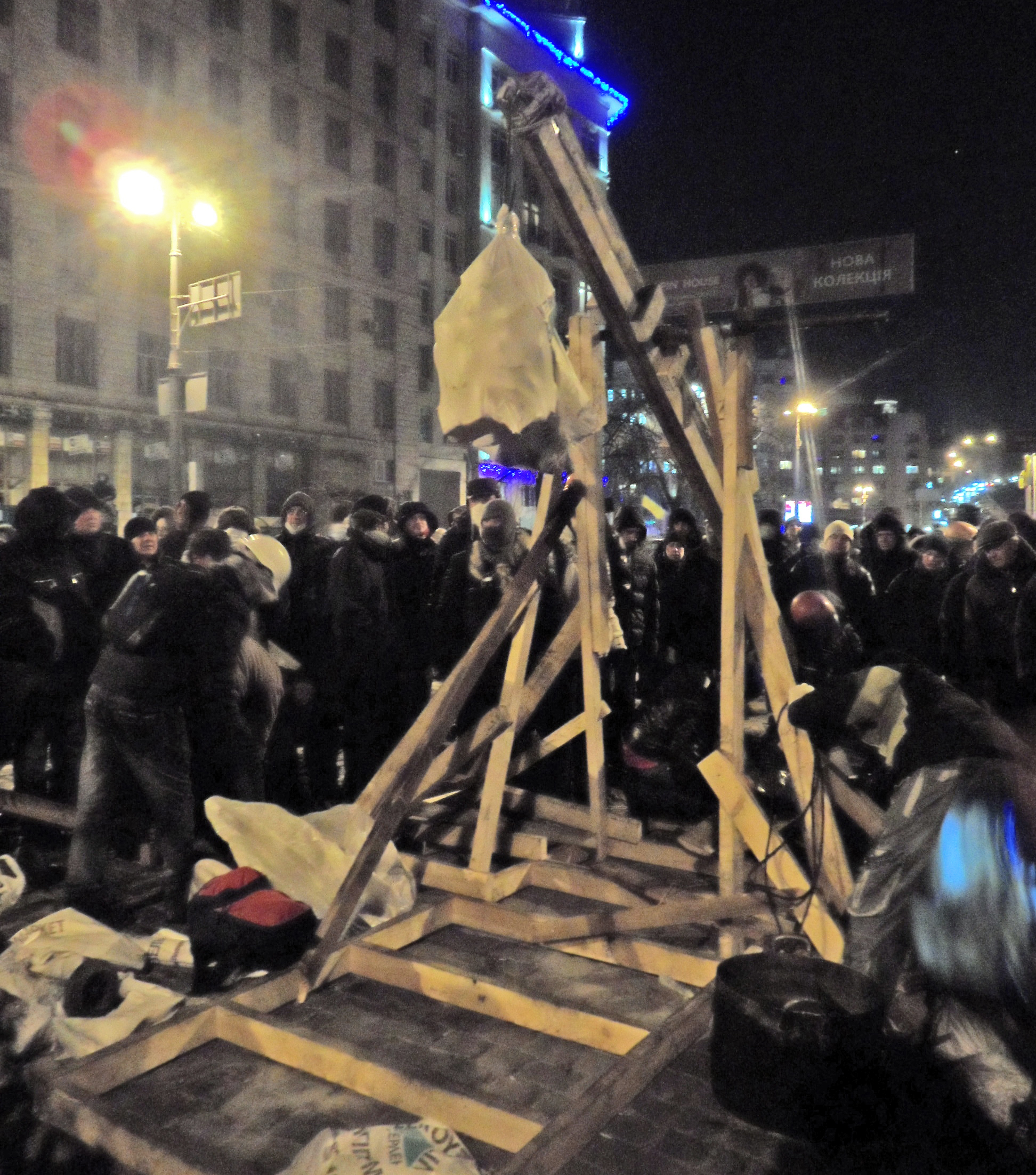
Бойова катапульта повстанців

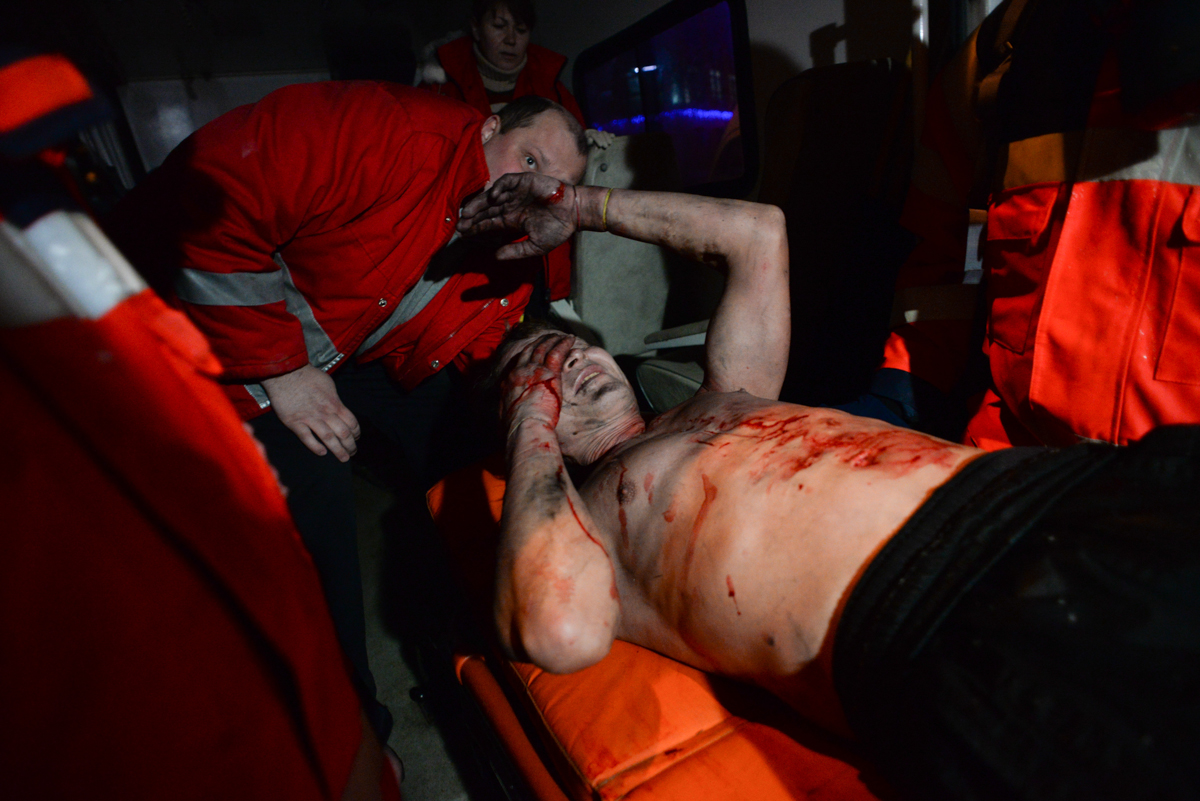
Надання допомоги пораненому

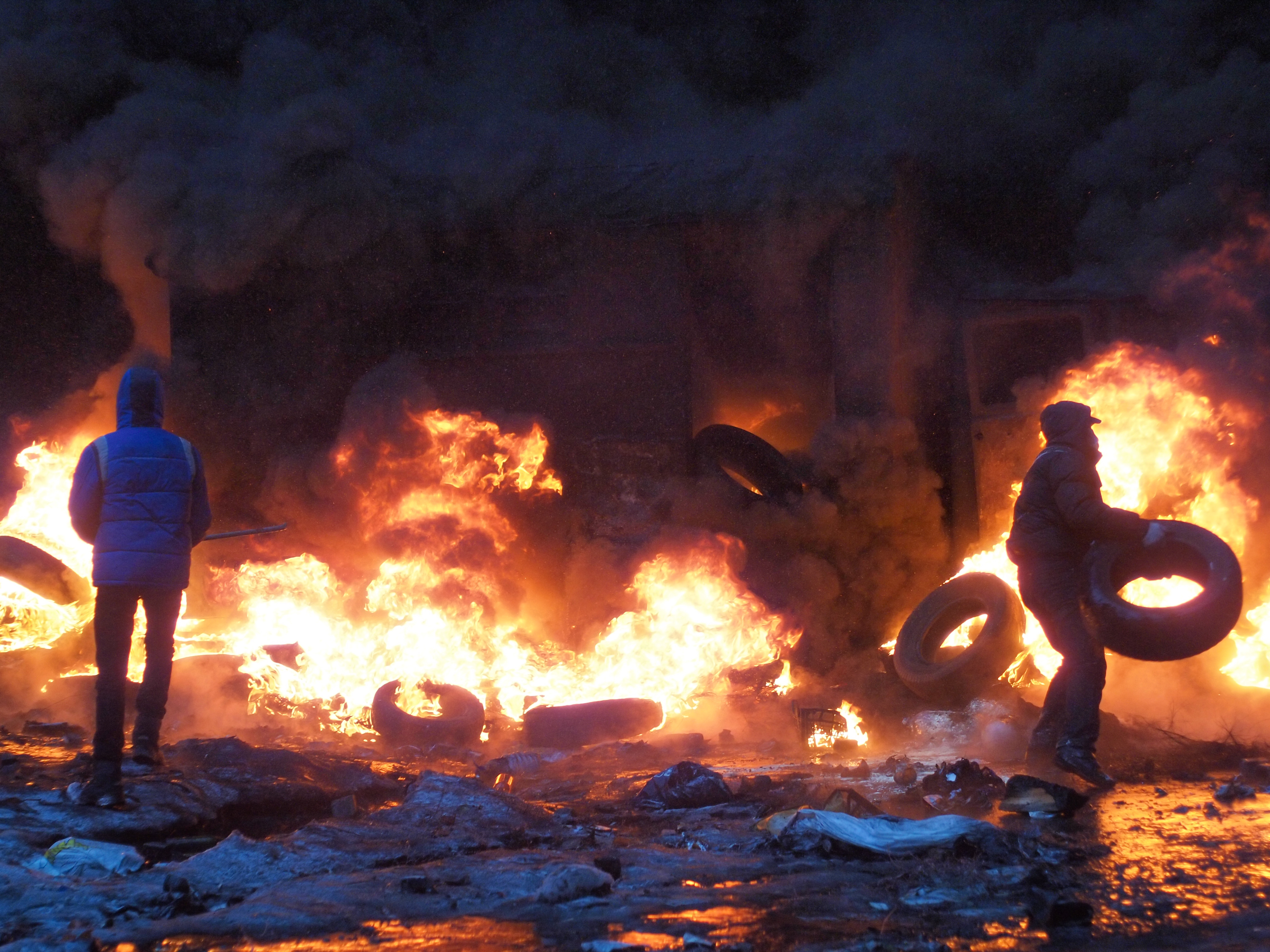
Вогняний заслін від «Беркуту»

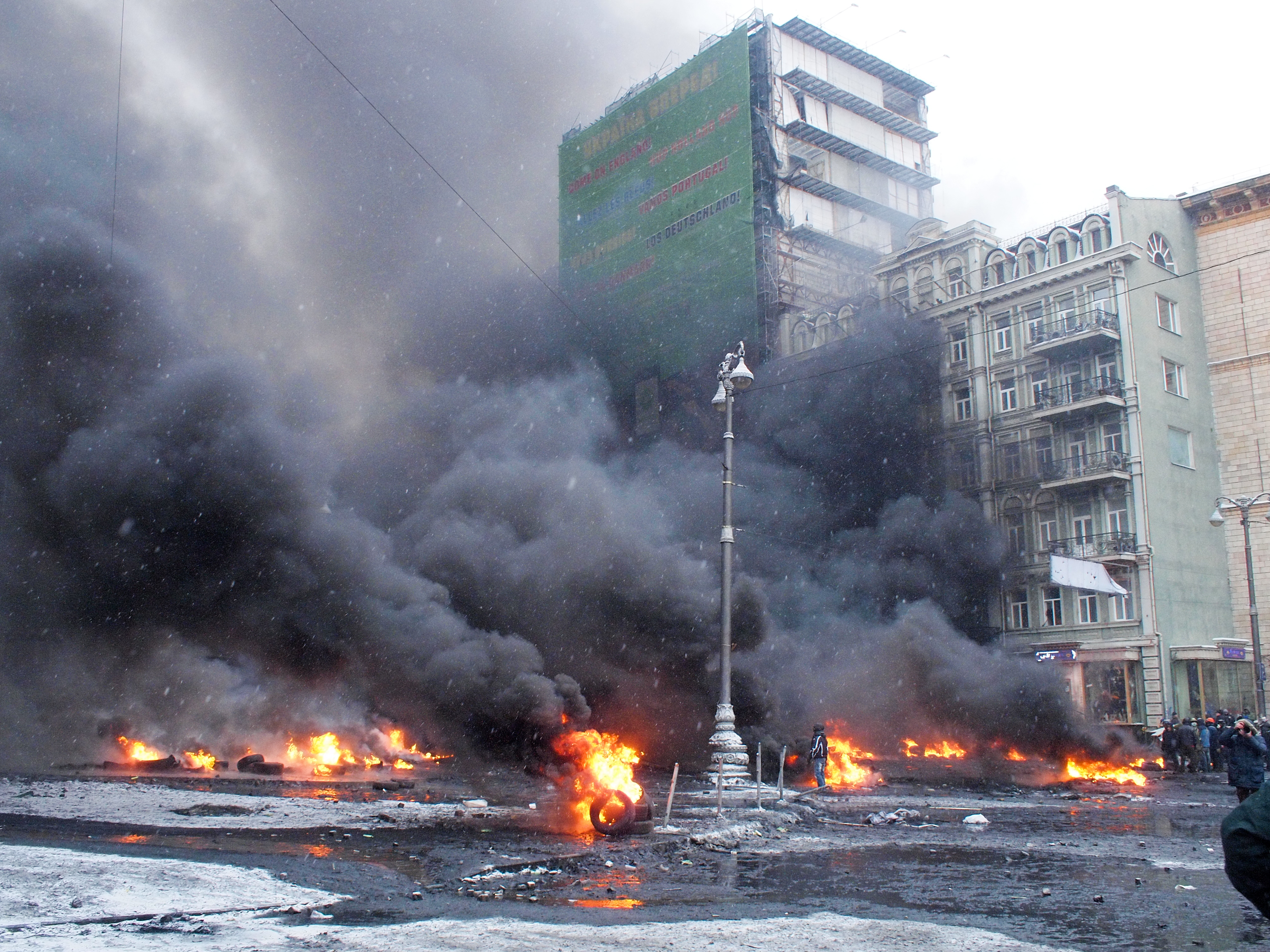
Грушевського, 22 січня

## Гаряча фаза протистояння

### Причини та характер протистояння
Поштовхом до виходу протистояння за мирні межі стало ухвалення Верховною Радою України репресивних, на думку прихильників євроінтеграції, «диктаторських законів», що відбулося 16 січня. Наступного дня низка громадських організацій оголосили повну мобілізацію на майдані Незалежності в Києві. Вони закликали до «масового і негайного опору» злочинцям при владі.
Незважаючи на притаманний збройному протистоянню характер та застосування спеціальних засобів — включаючи каміння та коктейлі Молотова — протестувальники, у цілому, застосовували гуманні методи поводження з полоненими, відпускаючи затриманих беркутівців та тітушок після «виховної бесіди», яка передбачала виконання національного гімну, публічне вибачення перед народом або змащування лобів зеленкою.

### Засоби

#### Організаційні засоби
У ході протистояння, крім каміння та «коктейлів Молотова», повстанцями були збудовані метальні машини — требушет та велетенська рогатка, також була виготовлена «картопляна гармата». Своєю організацією та застосованими інноваціями повстанці неодноразово викликали живе захоплення у світі.
У той самий час прибічники влади — «невстановлені особи», бійці спецпідрозділів та тітушки — застосовували нелюдські методи, включаючи викрадення, катування (Ігор Луценко, Дмитро Булатов) та вбивство активістів (Юрій Вербицький), тортури з роздяганням та «фотосесіями» на морозі (Михайло Гаврилюк), що, у цілому, вказує як на надзвичайну жорстокість влади, так і на спеціальне спрямування спецпідрозділів проти власного народу. Тітушки, не тільки взаємодіяли зі спецпідрозділами, але й використовували при цьому вогнепальну зброю.
Провладні силові структури також широко застосовували гладкоствольну вогнепальну зброю. Після відходу спецпідрозділів зі своїх позицій на вул. Грушевського журналісти виявили сотні або тисячі гільз до рушниць 12 калібру: червоні гільзи — виробництва французької компанії Spartan, помаранчеві — чеської фірми Sellier & Bellot, білі, без розпізнавальних написів ідентифіковані як американського виробництва, сині — чеської фірми FAM Pionki. Останні споряджені картеччю — 12-ма свинцевими кульками діаметром 6.8 мм.

#### Збройні засоби
В останній фазі протистояння провладні силові структури масово використовували та застосовували проти протестантів на враження автоматичну зброю, снайперські гвинтівки та бронетранспортери. Автоматична зброя також була видана тітушкам, значну більшість яких становили декласовані та злочинні елементи.
В останній фазі протистояння також були виявлені окремі випадки наявності вогнепальної зброї серед протестантів, але безпосереднє застосування зброї було підтверджене лише одного разу — активістом Майдану Іваном Бубенчиком. Крім того, як вогнепальна зброя протестантів у багатьох випадках фігурують пневматичні гвинтівки з оптичними прицілами, які не є зброєю.
В останній фазі протистояння також були виявлені ознаки наявності третьої сторони, яка застосовувала вогнепальну зброю (переважно снайперські гвинтівки) по бійцях провладних силових структур та активістам майдану. Це підтверджується наявністю багатьох поранених та загиблих з обох боків, які отримали схожі кульові враження в голову та шию.

### Перебіг подій

#### 19 січня
Після проведення наступного Віче на Майдані, близько 15-ї години і пізніше на вулиці Грушевського в Києві відбулись численні зіткнення протестувальників, що намагалися пройти до будівлі Верховної Ради, та силовиків. Силове протистояння спробував припинити Віталій Кличко, але безрезультатно. Проти протестувальників були застосовані світлошумові гранати, гумові кулі, кийки, водомети, коктейлі Молотова, каміння; протестувальники застосовували петарди, коктейлі Молотова, каміння, рогатки, ними було спалено 5 одиниць спецтехніки, залишки якої використовувались як основа барикади. Цього ж дня Віталій Кличко зустрівся з Президентом В. Януковичем, у результаті чого була досягнута домовленість про проведення чергового «круглого столу».

#### 20 січня
Заплановані перемовини так і не були проведені, бойові дії на Грушевського продовжувались.

#### 21 січня
О 3-й ночі, 21 січня, одночасно розпочалися атака спецпідрозділів на барикади протестувальників та погроми, вчинені тітушками. Частина тітушок була затримана протестувальниками. Близько 8-ї ранку між протестувальниками та спецпідрозділами встали священники, завдяки чому бої вдалось припинити. Перемир'я тривало майже добу.

#### 22 січня. Перші загиблі
У ніч проти 22 січня протестувальники та фани клубу «Динамо» продовжували відловлювати тітушок. З'явилась інформація, що для протидії тітушкам на допомогу футбольним фанам Києва вирушили футбольні фани з м. Дніпра, м. Харкова.
Близько 8-ї ранку після тривалого перемир'я спецпідрозділ «Беркут» несподівано перейшов у наступ, протестувальники, число яких становило близько 100 осіб, відійшли, після чого барикади були частково розібрані. На 9 ранку протестувальникам вдалось повернути втрачені позиції. На 9.20 від куль снайпера загинули два протестувальники: Сергій Нігоян та Михайло Жизневський. Ще один чоловік помер раніше після падіння з колонади стадіону, яка використовувалась як опірний пункт. Близько 11-ї години спецпідрозділи числом біля кількох тисяч розпочали масовий наступ і відтіснили протестувальників по вулиці Грушевського аж до Європейської площі. По обіді спецпідрозділи були відведені на попередні позиції, на яких також з'явився бронетранспортер. Близько 14-ї години розпочалася зустріч Президента Віктора Януковича з очільниками опозиції. Перемовини тривали близько трьох годин і виявились безрезультатними, а лідери опозиції заявили, що дають Януковичу 24 години на роздуми, після чого готові повести Майдан на штурм.
21 січня 2022 року, заступник голови управління ДБР у справах Майдану Артем Яблонський в ході пресконференції «8-а річниця вбивства перших героїв Небесної Сотні і фактичний початок російської агресії» повідомив, що ДБР встановило першого вбитого активіста Майдану 2014 року. Експертизи підтвердили, що першою жертвою став Юрій Вербицький.

#### 23 січня
У ніч проти 23 січня для протидії можливому штурму мітингувальники замість зведення барикад розпалили багаття з автопокришок, яке разом утворило суцільну стіну вогню й диму. Спроби силовиків загасити вогонь за допомогою водометів та пожежних гідрантів не мали успіху. Завдяки цьому ніч проти 23 пройшла відносно спокійно. Заплановані на 14:00 перемовини лідерів опозиції з владою розпочались після 17-ї години і закінчились близько 22-ї, лідери опозиції заявили, що є шанс зупинити силове протистояння.

#### 24 січня: вихід із переговорів
О пів на першу ночі Євромайдан, після доповіді лідерів опозиції про результати перемовин, оцінив позицію влади як затягування часу й ухвалив рішення про вихід із переговорного процесу і «мирне розширення Євромайдану». Вишикувані колони мітингувальників рушили на вул. Інститутську і звели нові барикади на її перетині з вул. Ольгінською. Ніч на Грушевського пройшла спокійно.

#### 25 січня
Після раунду переговорів між лідерами опозиції, з одного боку, і Президентом та його «Антикризовим штабом» з іншого, влада заявила про наступне:
1. На пропозицію лідерів опозиції щодо звільнення вже затриманих осіб Глава держави запропонував Генеральному прокурору України вийти з пропозицією до судових органів про зміни запобіжного заходу, не пов'язані з попереднім ув'язненням. … У зв'язку із цим, лідери опозиції мають негайно забезпечити повний відхід людей із вулиці Грушевського і припинення будь-яких протиправних дій.
2. … Прийняти закон про амністію, яким звільнити від відповідальності всіх учасників протестних акцій за весь період політичної кризи … за умови повного звільнення всіх захоплених приміщень в усіх куточках країни, у тому числі на майдані Незалежності.
3. … погодити політичне рішення щодо повернення української Конституції від 2004 року…
4. … змінити закони, ухвалені 16 січня 2014 року…
5. … сторони досягли згоди щодо формування Центральної виборчої комісії на пропорційній основі згідно з тими пропорціями розміру парламентських фракцій, які сьогодні є в парламенті…

Пропозиції влади негайно звільнити вулицю Грушевського повстанці зустріли сміхом, вигуками «Зека геть!» і «Банду геть!». Одразу після цього протестувальники заблокували розташований у тилу барикад на Грушевського «Український дім», у якому зосередились декілька сотень провладних силовиків. Пропозиції Януковича опозиція не прийняла — на Майдані було ухвалене рішення про продовження боротьби. На момент ухвалення цього рішення кількість затриманих, зниклих та загиблих повстанців перевищувала пів сотні, число поранених — близько півтори тисячі чоловік.

#### 26 січня
У ніч проти 26 січня, після атаки на розташований у тилу барикад на Грушевського «Український дім», який напередодні зайняли силовики, близько 200 бійців спецпідрозділів погодились покинути зайняту позицію. На даху «Дому» були знайдені бойові набої калібру 7.62. Також виявлено пошкодженим пломбування музейної колекції, що зберігалась у «Домі».

### Перемир'я

#### 27 січня: перебирання місцевої влади в Києві
За даними тижневика «Дзеркало тижня» Кабмін Азарова ухвалив протокольне рішення про збільшення числа спецпідрозділів «Беркут» та «Грифон» у 6 разів — до 30 тис. осіб. Цього ж дня обласна рада депутатів у Луганську легалізувала створення «дружин тітушок». Послугами дружин тітушок також скористались ОДА та облрада в Миколаєві.
Цього ж дня в Києві протестанти здобули важливу тактичну перемогу: відбулося засідання Комітету Самоврядування міста Києва за участю депутатів опозиційних фракцій різних рівнів і представників громадськості, на якому була сформована тимчасова київська влада. До цього моменту Янукович та Партія регіонів всіляко перешкоджали проведенню в Києві місцевих виборів. Разом із Києвом під контролем протестувальників перебували 10 обласних адміністрацій (переважно в західній частині країни, а також у Полтаві). Встановлення влади в Києві послабило позиції Януковича.

#### 28 січня: відставка уряду
Прем'єр Микола Азаров подав у відставку «з метою створити додаткові можливості для суспільно-політичного компромісу, заради мирного врегулювання конфлікту». Президент відставку прийняв і підписав Указ про відставку Прем'єр-міністра України та Кабінету Міністрів України.
Верховна Рада відповідно до домовленості між Президентом та владою скасувала 9 із 11 законів, які обмежували громадянські свободи громадян і були прийняті 16 січня в «ручному режимі». Голосування відбулось пакетом і без обговорення. За відповідне рішення проголосували 361 народний депутат, фракція комуністів від голосування утрималась.

#### 29 січня: закон про амністію
Рада прийняла закон про амністію у версії регіонала Юрія Мірошниченка, відповідно до якого амністія поширюється лише на «мирних мітингувальників» та за умови звільнення адміністративних приміщень. Після голосування за законопроєкт спікер Верховної Ради Володимир Рибак відразу оголосив позачергову сесію Верховної Ради VII скликання закритою.

#### 30 січня
Парламентська асамблея Ради Європи прийняла резолюцію по ситуації в Україні. Згідно з документом, питання санкцій щодо української влади можуть розглянути у квітні, якщо в Україні триватимуть порушення прав людини й у разі силового розгону Майдану. Асамблея засудила ескалацію насильства під час протестів, яка призвела до не менш 5 жертв. Українську владу закликали вступити у відкриті, чесні та ефективні переговори з опозицією. Росії нагадали про зобов'язання відмовитися від тиску на інші країни.

#### 31 січня
Віктор Янукович підписав акт про скасування диктаторських законів, прийнятих 16 січня, і закон про амністію, прийнятий 29 січня.

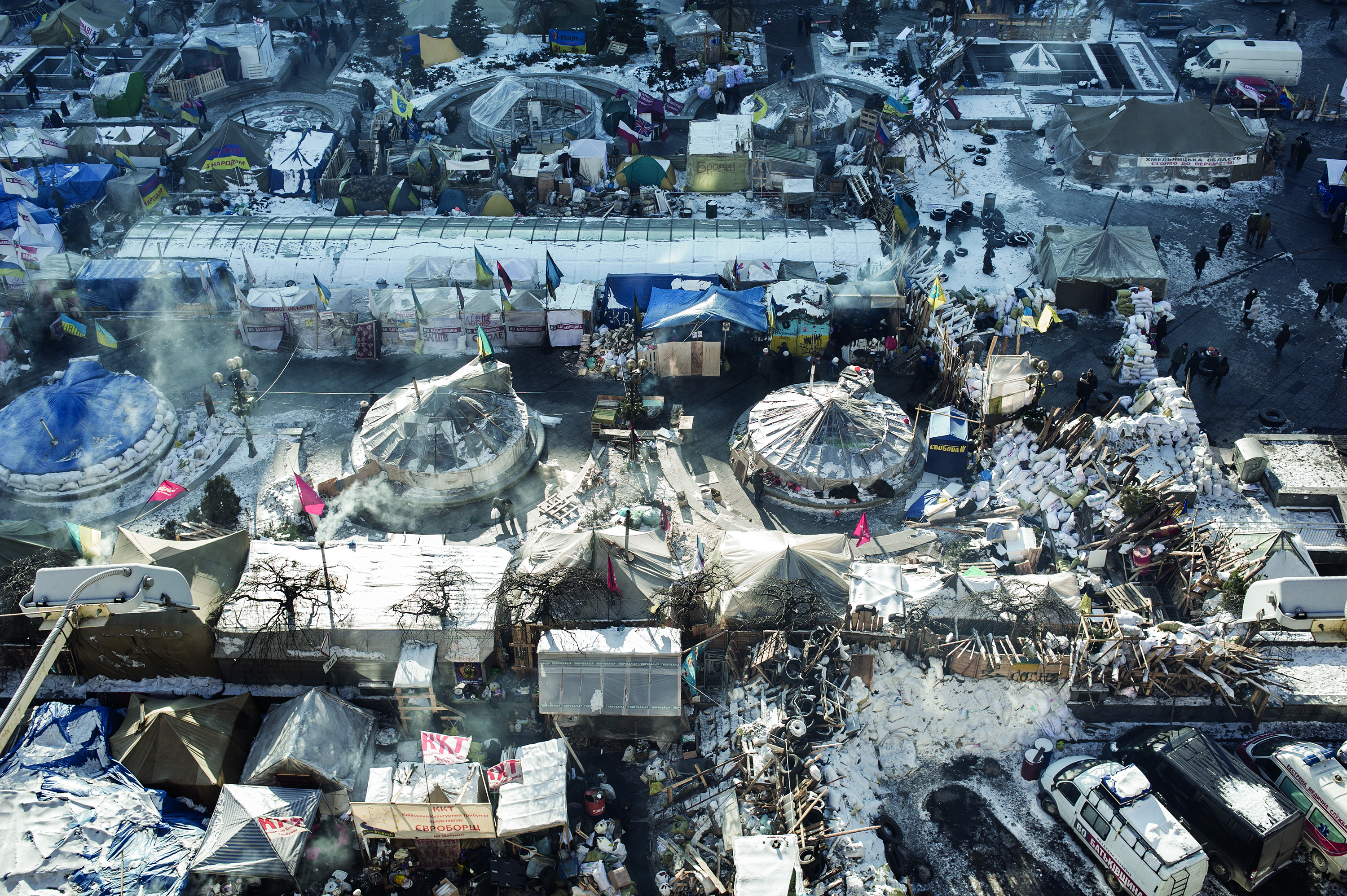
Наметове містечко, 2 лютого

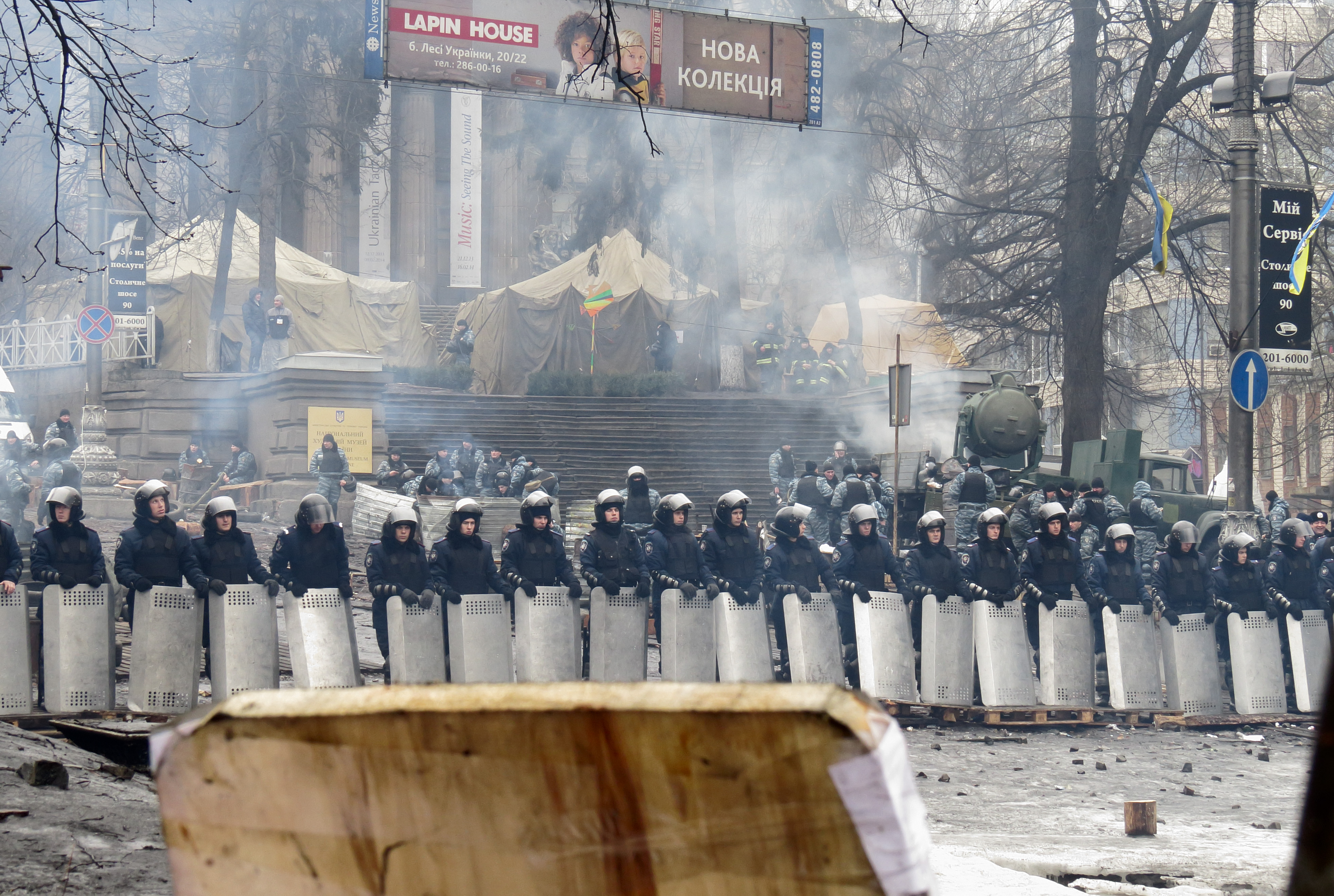
Вулиця Грушевського, 12 лютого

#### 16 лютого
Відповідно до вимог прийнятого Верховною Радою 29 січня закону «Про усунення негативних наслідків та недопущення переслідування та покарання осіб із приводу подій, які мали місце під час проведення мирних зібрань» повстанці звільнили адміністративні будівлі в Києві і продовжили їх зовнішнє блокування. На вулиці Грушевського були частково розібрані барикади — на ширину однієї автівки — і встановлено новий блокпост, який дозволяє повстанцям контролювати рух транспорту на цій частині вулиці. Зі свого боку, силовики відійшли від барикад вверх по вул. Грушевського — до будівлі Кабінету Міністрів. Також були розблоковані будівлі Тернопільської, Івано-Франківської, Львівської і Полтавської обласних державних адміністрацій.
Генеральний Прокурор України Віктор Пшонка заявив, що буде закрито 108 справ, від відповідальності протягом місяця будуть звільнені 268 осіб.

#### 17 лютого
Штаб національного спротиву ухвалив рішення про початок «мирного наступу» 18 лютого, у день, коли Верховна Рада мала розглянути зміни до Конституції. «Правий сектор» наказав своїм загонам у Києві та регіонах перейти в стан повної готовності, а ВО «Майдан» повідомило, що у вівторок із 8 ранку будуть формуватися колони протестувальників для походу до Верховної Ради.

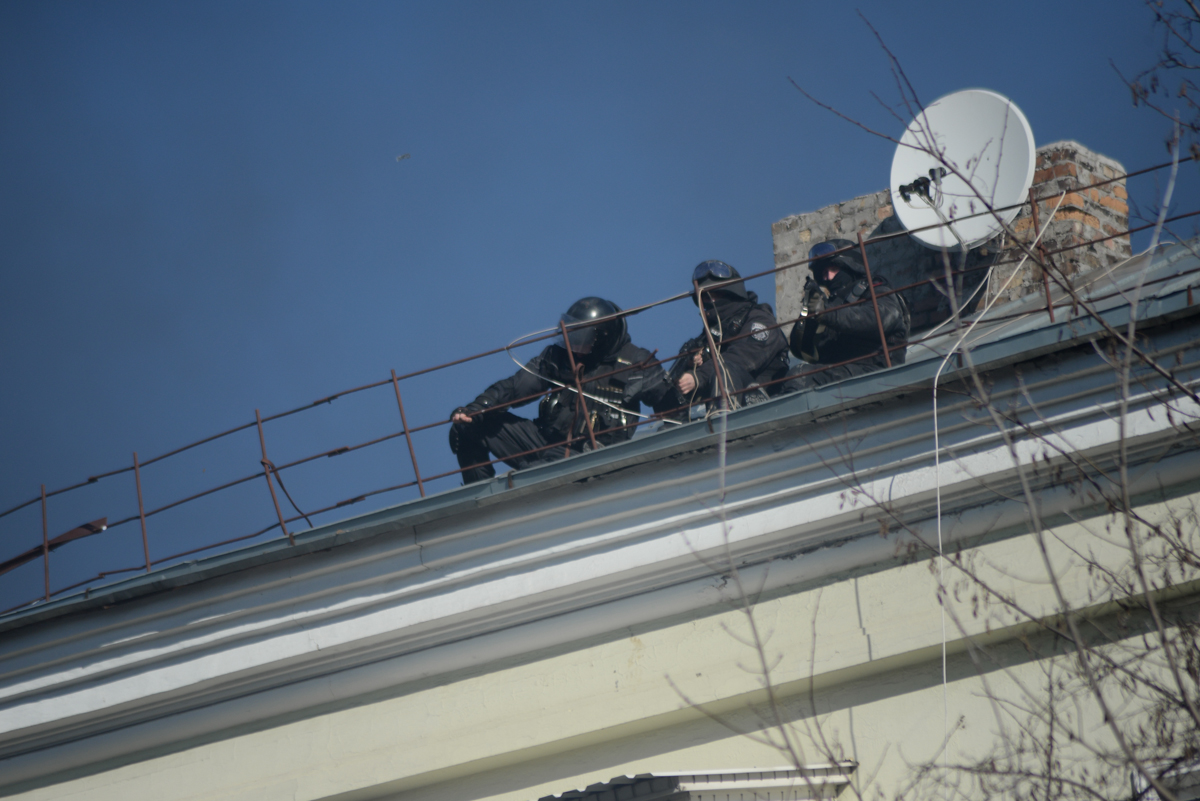
Урядові снайпери, 18 лютого

### Поновлення силового протистояння

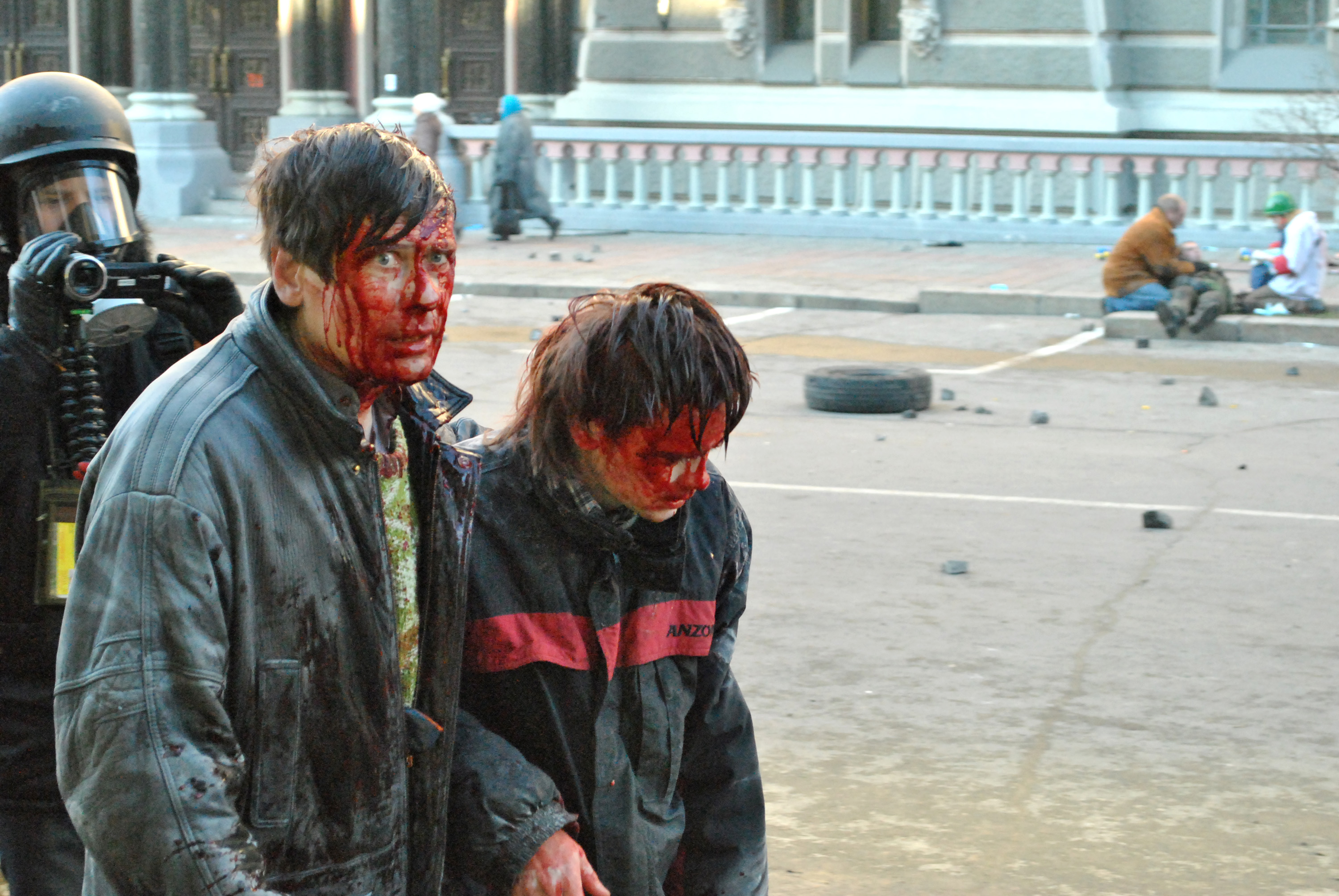
Член-кореспондент НАН України доктор Микола Кузнецов із сином після побиття на Інститутській 18 лютого

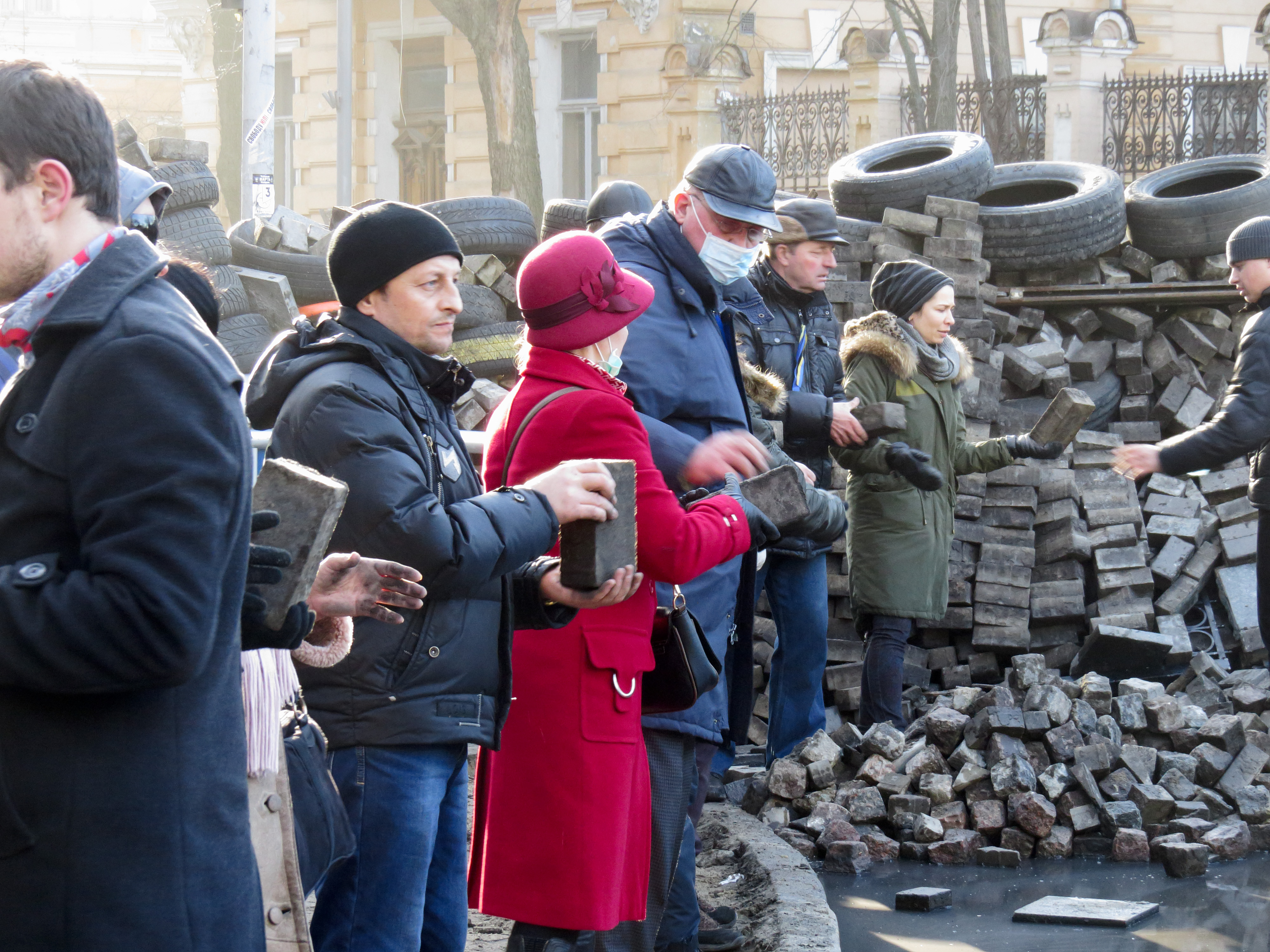
Зведення барикади, 18 лютого

#### 18 лютого: «Мирний наступ»
У день, коли Верховна Рада мала розглянути можливі зміни до Конституції, до будівлі Верховної Ради підійшли протестанти, більшість із яких, зважаючи на мирний характер ходи, були без традиційної зброї — кийків, каміння та коктейлів Молотова. Спецпідрозділи зустріли мітингувальників водометами та газом. Одночасно мітингувальники були атаковані із флангу значними силами силовиків та тітушок, у результаті чого колона демонстрантів виявилась розрізаною на кілька окремих частин, які були розсіяні. Це призвело до поновлення жорстокого силового протистояння між повстанцями та силовиками. Бойові дії велись зокрема з застосуванням вогнепальної зброї. Декілька людей з обох боків загинуло. Втрата повстанцями ініціативи на деякий час призвела до того, що силовики витіснили повстанців із контрольованих позицій і зайняли частину майдану Незалежності.
З близько 19-ї до 23-ї години по всій Україні був відключений опозиційний «5 канал», о 20:00 спецпідрозділи розпочали штурм Майдану з боку Європейської площі та вулиці Інститутської з використанням бронетехніки. Два бронетранспортери повстанцями були знищені.
У ніч проти 19 лютого у Львові, Івано-Франківську, Тернополі відбулись штурми ОДА, відділів МВС, управлінь СБУ.

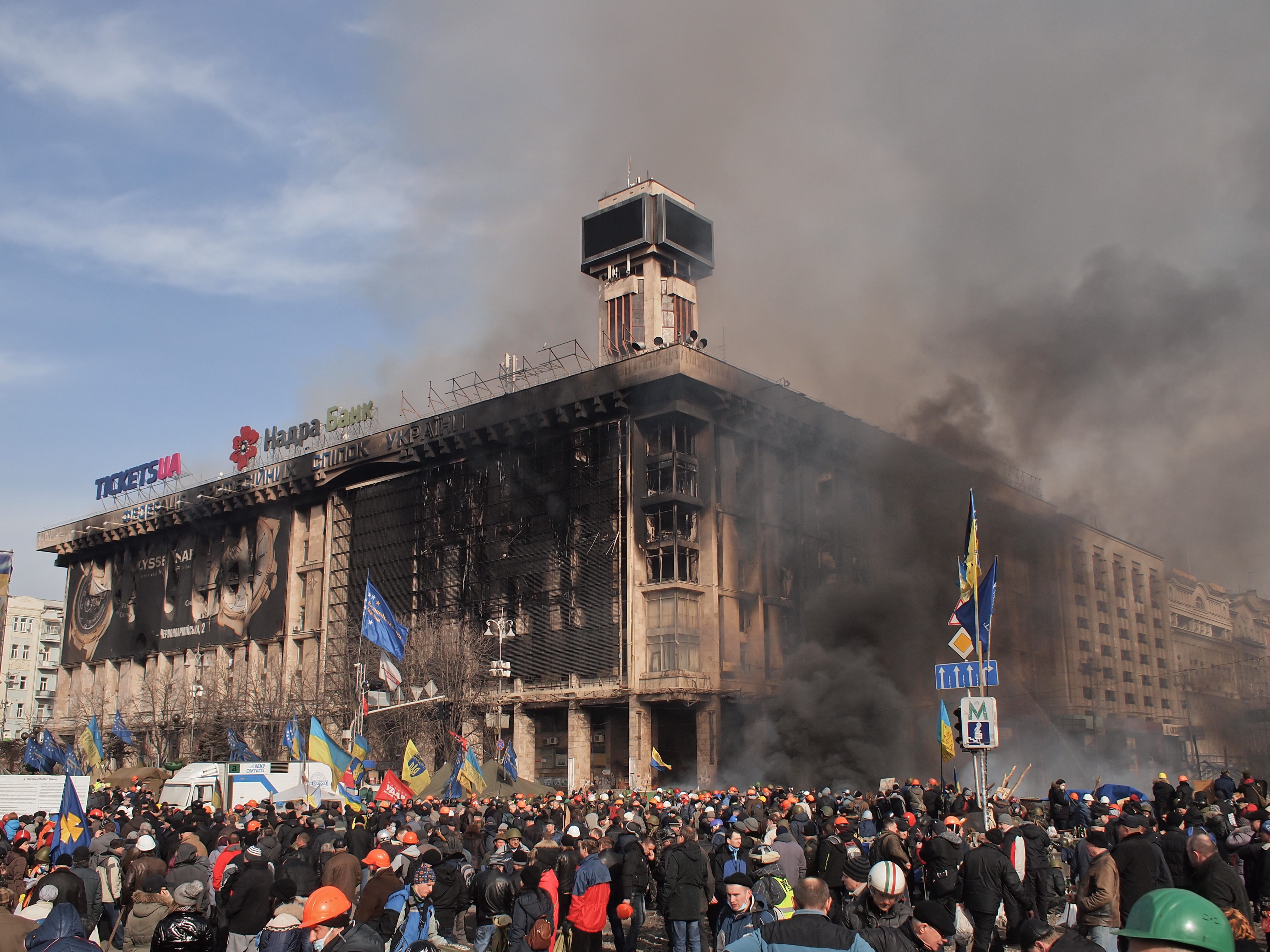
Охоплений полум'ям Будинок профспілок, 19 лютого

#### 19 лютого
Близько 4-ї години ранку активний штурм поновився — загалом безперервний штурм тривав 17 годин. На ранок положення повстанців стало критичним — периметр Майдану захищали 300—400 активних бійців. Близько 8-ї ранку прибуло перше підкріплення — «сотня» зі Львова, ще через годину — «сотня» з Тернополя. Автобуси з підкріпленням прибували на Майдан і надалі.
На ранок 19 лютого число загиблих склало 25 осіб, у тому числі: 9 співробітників силових структур; 16 мирних громадян та бійців самооборони Майдану.
Цього ж дня Президентом та силовими структурами була віднайдена «законно обґрунтована» можливість використання спецпідрозділами вогнепальної зброї — попри відсутність підтримки введення надзвичайного стану Верховною Радою: СБУ розпочала підготовку до проведення «антитерористичної операції», згідно з правилами якої силові структури мають право на застосування вогнепальної зброї, проникнення в будь-які приміщення тощо. При цьому зона проведення операції лишалась невизначеною, тобто операція проводилась на території всієї країни.
Цього ж дня Геннадій Москаль опублікував фотокопію відповіді міністра Віталія Захарченка на запит щодо дій спецпідрозділу «Беркут». Відповідно до цієї відповіді виходило, що міністр МВС фактично відмежувався від дій «Беркуту» та переклав відповідальність за їх дії на командирів підрозділів «Беркуту».
Цього ж дня обидві сторони повідомили про загиблих, переважна більшість яких отримали поранення в голову та шию, що вказувало на участь у протистоянні снайперів третьої сторони. Згодом таке саме поранення отримала волонтер медичної служби Майдану Олеся Жуковська. Окремі факти свідчили, що вогонь вівся з даху готелю «Україна».

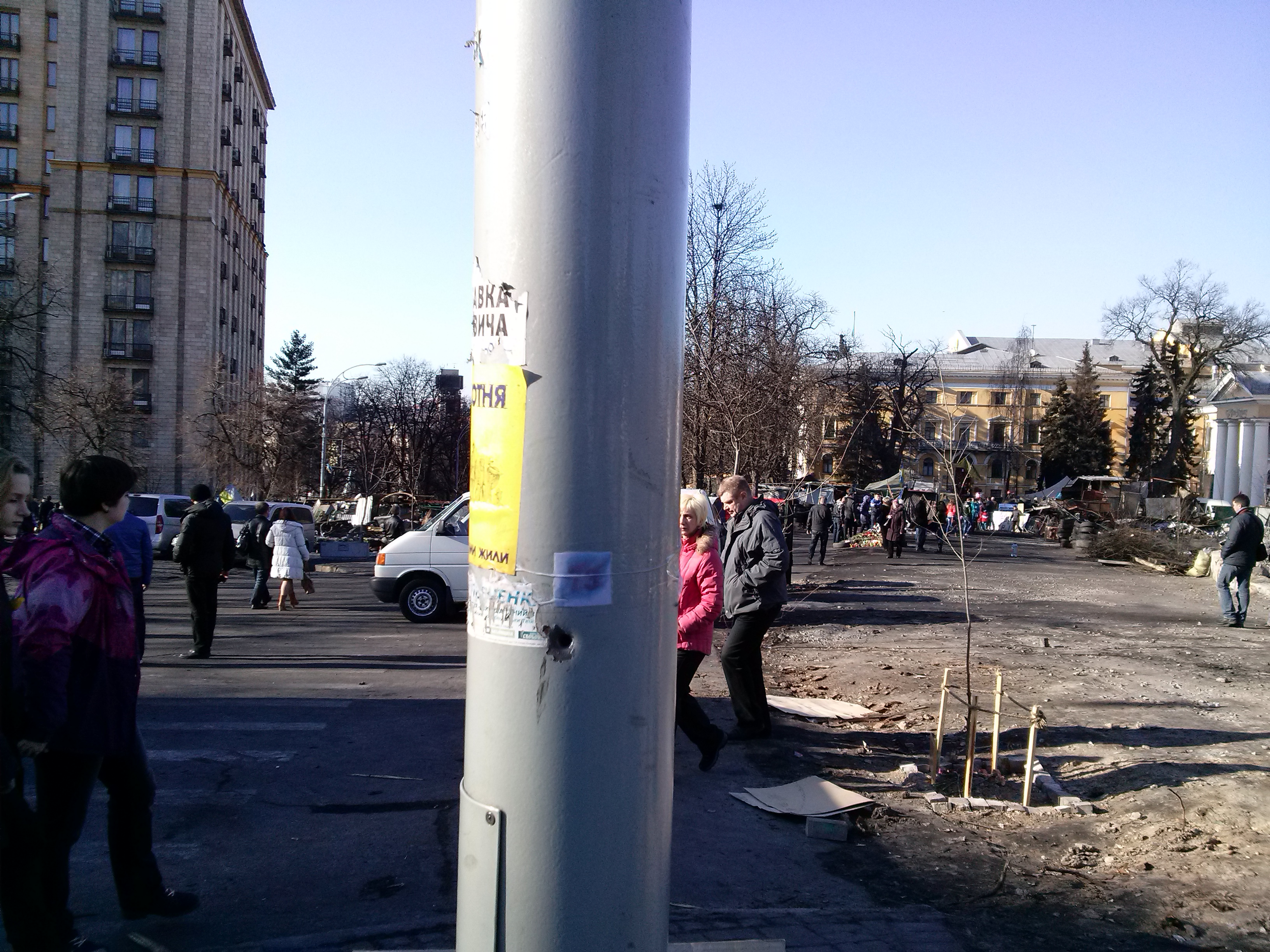
Наскрізний отвір від кулі, вулиця Інститутська. Обстріл вівся, у тому числі, із будівлі Нацбанку

#### 20 лютого: «Кривавий четвер»
Відсторонена позиція міністра Віталія Захарченка щодо відповідальності за дії спецпідрозділу «Беркут» та виявлення втрат від вогню невідомих снайперів остаточно деморалізували прибічників Януковича, тому зранку спецпідрозділи розпочали самовільний відхід від Майдану.
За іншими даними, відступ силовиків від Майдану, а також відхід від будівлі Верховної ради були здійснені навмисно — щоб спровокувати повстанців на захоплення Верховної ради, у результаті чого Янукович міг би отримати всю повноту влади в країні, а опозиціонери втратили імунітет недоторканності.
Близько 9-ї ранку Майдан перейшов у наступ і, не зважаючи на шалений обстріл снайперами, швидко повернув всі втрачені 18-го числа позиції і розширив контрольовану зону. Найбільш жорстоке та криваве протистояння відбулось на вулиці Інститутській, де, переважно від куль снайперів, загинуло більш ніж пів сотні повстанців. Цього дня МВС вперше офіційно визнало, що застосовувалась вогнепальна зброя. Як стало відомо пізніше, цього дня із мобілізаційних складів МВС «тітушкам» видали 408 автоматів та 90 тис. набоїв. Того ж дня та пізніше в інтернеті з'явились декілька відео, на яких зображено, як силовики стріляють із вогнепальної зброї в неозброєних протестувальників Євромайдану на вулиці Інститутській. Вогонь вівся з декількох точок, у тому числі — з вікон будівлі Нацбанку України.
Відомості про військову належність снайперів достеменно невідомі, але є окремі свідчення, які вказують на те, що прицільний вогонь вели бійці кримського спецпідрозділу «Омега» (в окремих джерелах — «Тінь»), серед яких був помічений полковник Сергій Асавелюк, який вважається одним із найкращих снайперів і принципово не носить шолом. Через кілька днів полковник Асавелюк заперечив те, що його підрозділ «Омега» взагалі стріляв у протестувальників, обумовлюючи це тим, що загін прибув на місце лише об 11-й ранку — після того, як значна кількість повстанців вже була перестріляна (пізніше цю інформацію підтвердив і командир «Омеги» Анатолій Стрельченко). Також Асавелюк бачив, як у 4 майданівців вцілили з боку готелю «Україна», що знаходиться на іншому від Майдану боці. Про те, що в розстрілі повстанців була залучена невідома третя сторона, свідчать і ймовірні записи переговорів спецпідрозділу СБУ «Альфа».
Одночасно з атакою з боку Майдану спецпідрозділи на Інститутській виявились атакованими загонами повстанців з інших напрямків, у результаті чого силовики опинились в оточенні, а окремі частини внутрішніх військ почали здаватись повстанцям.
Голова Київської міськдержадміністрації Макеєнко та ще 11 «регіоналів» вийшли з лав ПР.
Цього ж дня в містах на заході України розпочались штурми та захоплення будівель СБУ, МВС, Прокуратури. У Хмельницькому по зібраних коло будинку місцевого управління СБУ громадянах із дверей та воріт було відкрито вогонь з автоматів. Один чоловік загинув, двоє тяжко поранені. Голова обласного Управління СБУ був заарештований військовою прокуратурою, він визнав свою вину під час звіту в обласній раді та на колінах просив пробачення в сімей загиблих.
Зважаючи на військовий успіх Майдану та деморалізацію в силових структурах та провладному таборі, надвечір у Верховній Раді близько 17:00 зібрались 239, в основному опозиційних, депутатів, які після довгого обговорення близько 22:00 прийняли постанову про незаконність «антитерористичної операції» та виведення всіх підрозділів силових структур у місця постійної дислокації.
Цього ж дня надвечір розпочались перемовини європейських міністрів і опозиції з Януковичем, у результаті яких Янукович (ще до рішення Верховної Ради) погодився на дострокові вибори Президента не пізніше грудня 2014 року, а протиборчі сторони мали були здати зброю протягом 24 годин. Ввечері перед головною сценою Майдану проносили труни із загиблими повстанцями.
Як вважається, саме цього дня Росія розпочала спецоперацію захоплення Криму, яка надалі переросла в російську збройну агресію проти України, війну на сході України та Російське вторгнення в Україну.

#### 21 лютого
Надвечір на Майдані проходило віче. Інформація від лідерів опозиції про результати переговорів викликала обурення Майдану. На сцені Майдану виступив Володимир Парасюк, який зазначив, що якщо назавтра до 10-ї години ранку Янукович не складе повноваження, його сотня піде на штурм зі зброєю.

## Повалення режиму Януковича

### Виведення спецпідрозділів
Відповідно до рішення про вивід спецпідрозділів у місця постійного базування, прийнятого Верховною радою напередодні, 21 лютого частина підрозділів «Беркуту» були виведені з Києва в супроводі декількох народних депутатів (у тому числі Анатолія Гриценка та Олега Канівця). Як стало відомо в липні 2016 року при виведенні «Беркута» була знищена та втоплена в озері зброя, яка застосовувалась проти мирних протестантів Майдану.

### Рішення Верховної Ради України
21 лютого
Верховна Рада України рішенням ad hoc повернула в дію Конституцію 2004 року; підтримала законопроєкт, який декриміналізував статтю, за якою було засуджено Юлії Тимошенко (дозволивши, таким чином, її звільнення); відправила у відставку в. о. міністра внутрішніх справ Віталія Захарченка.
Цього ж дня депутати М. Баграєв, С. Березкін, С. Буряк, Т. Васадзе, К. Ващук, О. Герега, М. Джига, О. Зарубінський, Г. Калетник, О. Кулініч, І. Куровський, В. Макеєнко, Я. Москаленко, О. Онищенко, А. Пригодський, М. Сорока, В. Хмельницький, В. Хомутиннік, І. Шаров заявили про вихід із фракції Партії регіонів.
22 лютого
Голова Верховної Ради України Володимир Рибак подав у відставку із цієї посади, новим спікером обраний Олександр Турчинов.
Верховна Рада України 328 голосами народних депутатів усунула Віктора Януковича з посади Президента України. Також були звільнені низка найвищих високопосадовців.
Окремою Постановою Парламенту звільнено Юлію Тимошенко, яка перебувала на той час у лікарні ЦКБ Укрзалізниці в Харкові.
Цього ж дня відбулись повалення пам'ятників Леніну в Дніпропетровську, Миколаєві, Херсоні та інших містах, у яких до Революції були традиційно сильні позиції лівих та Партії Регіонів.

### Перебирання влади в регіонах
23 січня відбулись суттєві зрушення в регіонах: протестувальниками були захоплені ОДА у Львові, Івано-Франківську, Рівному, штурмували ОДА в Черкасах. У Полтаві штурм був призупинений після того, як очільник місцевої міліції приєднався до помину за загиблими.
У Запоріжжі в ніч проти 27 січня спільними зусиллями МВС та «тітушок» був жорстоко придушений 10 000 протест під Запорізькою ОДА. Були жорстоко побиті активісти Євромайдану, журналісти та пересічні громадяни. «Тітушками» був захоплений та розгромлений кінотеатр «Байда 3D», у якому знаходився пункт обігріву та першої медичної допомоги.
23 лютого 2014 року Запорізька ОДА, так звана «цитадель Януковича в Запоріжжі», мирно, практично без опору, відкрила двері для журналістів, громадських спостерігачів та активістів Майдану. Губернатор Пеклушенко зник, як і всі його заступники. В акції відкриття ОДА взяли участь близько 2 тисяч прибічників Євромайдану.

## Реакція у світі та пов'язані події

### Реакція світової спільноти

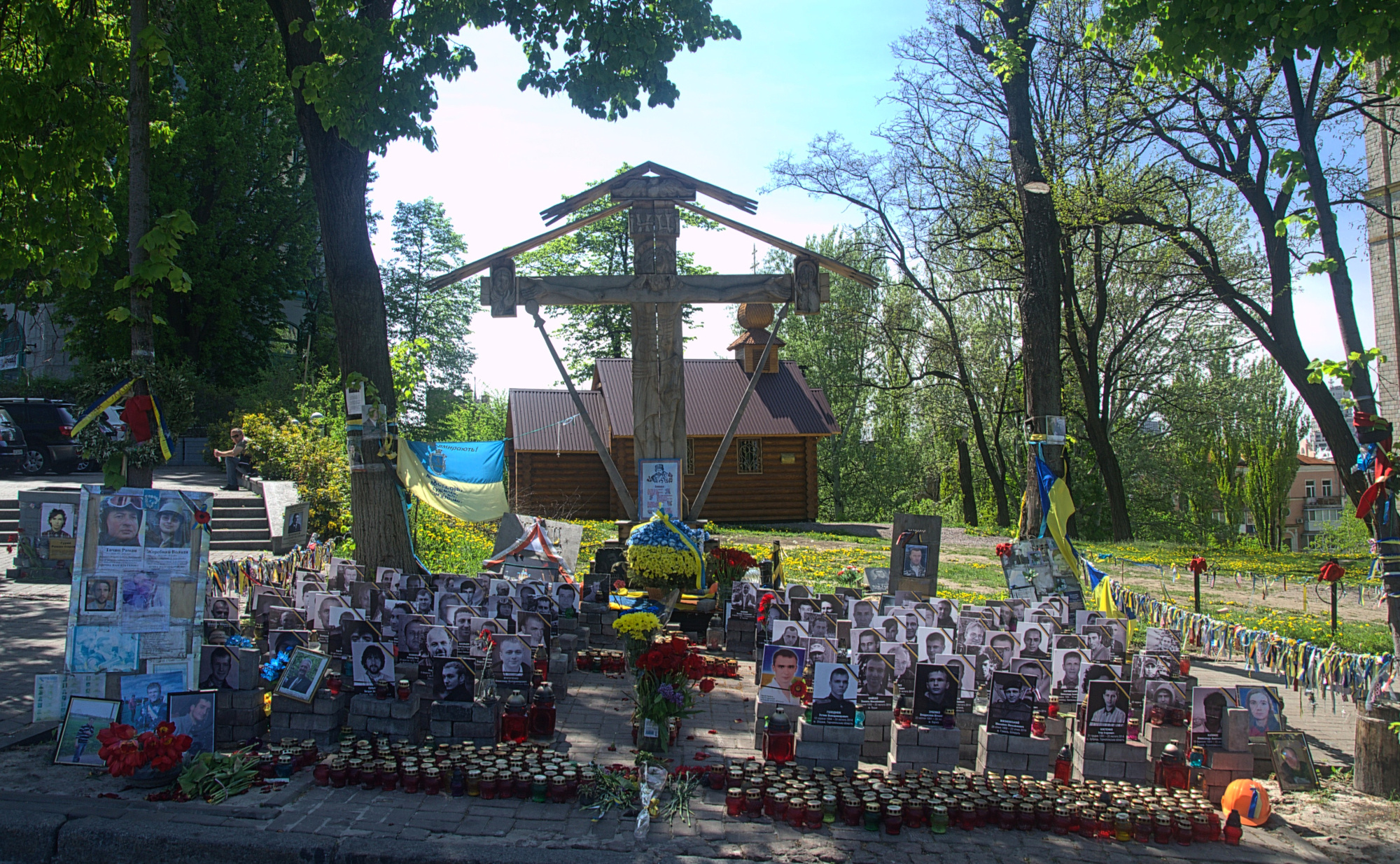
Меморіал загиблим, травень 2015

3 — 6 грудня 2013 року Віктор Янукович відвідав із візитом Китай, за результатами якого Україна і Китай не уклали жодних кредитних угод. Про це заявив заступник міністра закордонних справ КНР Чен Гопін. Візит виявився не тільки безрезультатним — китайські ЗМІ з Януковича відверто познущались, присвятивши йому глузливий відеоролик.
4 грудня Єврокомісія повідомила, що трубопровід Газпрому «Південний потік», проти спорудження якого неодноразово виступала Україна, не зможе працювати в ЄС, якщо не відповідатиме європейським нормативам в енергетичній галузі.
5 грудня голова Європарламенту Мартін Шульц повідомив, що місія Кокса-Квасневського продовжена. Цього ж дня в аеропорту Мюнхена німецькі прикордонники вперше запросили українців оформити документи в секторі оформлення для громадян країн ЄС.
7 грудня депутати Європейського парламенту закликали українську владу негайно покарати винуватців збройного розгону Євромайдану 30 листопада. «Якщо відповідальні за побиття на Майдані не будуть засуджені, то політики, відповідальні за це, будуть позбавлені можливості їхати в ЄС, окрім того, їм заморозять рахунки в європейських банках», заявив депутат Європейського парламенту Елмар Брок.
Цього ж дня відвідав Київ і виступив на Майдані Михайло Саакашвілі. В інтерв'ю «5-му каналу» він заявив: «Немає сумнівів, що ваша перемога змінить нас і Росію. Український тріумф покладе край режиму Путіна, а в підручниках історії напишуть, що Російська імперія припинила існування на Євромайдані».
8 грудня український Марш мільйонів підтримали більш як тридцять міст США, Канади, Європи.
9 грудня на підтримку протесту на майдан Незалежності вийшли співробітники дипломатичних установ країн ЄС. Цього ж дня із заявою на підтримку Майдану виступив актор Джордж Клуні.
Цього ж дня для ведення переговорів з урегулювання ситуації, що склалася в Україні, свого представника направили ЄС та США: заступник держсекретаря США Вікторія Нуланд має приїхати в Київ 10 грудня.
11 грудня Євромайдан відвідали спецпредставник ЄС Кетрін Ештон та помічник Держсекретаря США Вікторія Нуланд.
12 грудня Європарламент прийняв резолюцію, якою рекомендував українській владі провести (позачергові) вибори.
15 грудня свою особисту підтримку Євромайдану з головної сцени на майдані Незалежності засвідчили сенатори США Джон Маккейн та Кріс Мерфі.
16 грудня міністр закордонних справ Швеції Карл Більдт заявив, що Росія веде проти України «пропагандистську війну» і чинить економічний тиск через прагнення України інтегруватися в Європейський Союз.
7 січня 2014 року французьке видання RFI повідомило, що «Євромайдан змушує Захід змінювати ставлення до України, повідомляє російська служба французького видання RFI. Україна залишається в центрі уваги євроатлантичної громадськості.».
15 січня 2014 року Євросоюз оприлюднив повний текст угоди про асоціацію з Україною, зокрема про глибоку та всеосяжну зону вільної торгівлі. З цього приводу Штефан Фюле записав, що публікація Угоди «підтвердить вигоду пропозицій ЄС і розвінчає міфи».
22 січня 2014 року під час брифінгу посли Великої Британії та Німеччини жорстко розкритикували міністра закордонних справ України Леоніда Кожару за поведінку на зустрічі з дипломатами і інформацію щодо події в Києві. Віцепрезидент Європейського парламенту Яцек Протасевич заявив, що Європейський Союз може припинити офіційні відносини з Україною, якщо підтвердиться, що міліція застосовувала проти демонстрантів вогнепальну зброю. Посольство США в Україні повідомило, що Вашингтон скасував візи деяким громадянам України у відповідь на дії проти протестувальників у центрі Києва.
Цього ж дня на Всесвітньому економічному форумі в Давосі оголосили хвилину мовчання на знак вшанування пам'яті загиблих під час подій у Києві на вулиці Грушевського. Прем'єр Микола Азарова, який цього ж дня вилетів у Давос, заявив, що мітингувальники самі винні в смертях та запевнив, що пишається людьми в погонах, які відстрілюють активістів на Грушевського.
24 січня 2014 року з'явилась інформація про заборону в'їзду до США головних спікерів Партії Регіонів — В. М. Олійника та О. А. Бондаренко.
1 лютого 2014 року, на Мюнхенській конференції з безпеки державний секретар США Джон Керрі заявив «українці борються за демократичне майбутнє Європи, Сполучені Штати та ЄС солідарні з народом України в цій боротьбі».
У серпні 2014 року, Френсіс Фукуяма, американський філософ, відзначив: «У першу чергу, я був вражений тим, що громадянське суспільство в Україні не здалось після провалу Помаранчевої революції. Ви зберегли і посилили свою здатність до самоорганізації і наданню тиску на владу. Люди в країні не втратили прагнення до кращої влади».

### Реакція Росії
Більшість контрольованих державою російських ЗМІ подавали інформацію про події Єврореволюції в максимально викривленому, негативному світлі, видавали провокаторів за учасників Майдану, перекручували хронологію подій, применшували кількість учасників тощо. Так, один із головних російських дезінформаторів, Дмитро Кисельов, 9 грудня, 2013 року призначений указом Президента Росії генеральним директором новоствореного федерального державного унітарного підприємства "Міжнародне інформаційне агентство «Росія сьогодні», в ефірі каналу «Россия-1» у програмі «Вести недели» свідомо підмінив послідовність подій, заявивши:
|  | "Сначала милицию жестко провоцировали, калечили и душили газом (видеоряд столкновений возле АП 1 декабря - ред.). А затем лидеры протестов призвали на Майдан бедных студентов и цинично оставили их там без какой-либо защиты, как жертву предусмотренной политтехнологией (кадры из разгона Евромайдана 30 ноября - ред.). По сценарию нужна кровь". |

В ефірі каналу «Первый (ОРТ)» 8 грудня, у день проведення Маршу мільйонів, на якому, за різними оцінками, було близько мільйона учасників, було заявлено, що «в Києві на „Марш мільйонів“ вийшло пару сотень чоловік».
У російських ЗМІ також неодноразово підмінювали відеоряд та світлини учасників подій, видаючи бойовиків від «тітушок» за учасників антиурядових протестів, а протестантів — за прибічників Януковича.
Загалом, обсяг матеріалів про події в Україні та їх спрямування перетворились на інформаційну війну проти України. Зважаючи на відсутність дієвого ефекту від інформаційної війни 20 лютого, у день, коли в Києві відбулись події, що дістали назву «Кривавий четвер», Росія розпочала спецоперацію захоплення Криму, яка надалі переросла в російську збройну агресію проти України та війну на сході України.

## Результати

### Геополітичні наслідки
Основним геополітичним наслідком Революції став вихід України із зони впливу Росії в економічній та політичній сферах, та відносне зменшення залежності від Росії в культурній сфері.
В економічній сфері вихід України із зони впливу Росії відбувся через істотне зменшення залежності від критичного для економіки України імпорту з Росії енергоносіїв. Цьому сприяли два чинники: збільшення експорту енергоносіїв із Європи; зменшення внутрішнього енергоспоживання через війну на сході України та російську інтервенцію до Криму. Також зменшення залежності відбулось через розрив торгових відносин із Росією: внаслідок введення проти Росії міжнародних санкцій через її агресію проти України; та ведення Росією торговельної війни проти України («Сирна війна», «Шоколадна війна», знищення санкційних продуктів тощо).
У політичній сфері зменшення залежності було досягнуте як у наслідок наявності військового протистояння між Україною і Росією, так і через очищення політичної системи України від проросійських сил у результаті проведених в Україні виборів Президента, парламентських та місцевих виборів.
У військово-політичній сфері було скасовано позаблоковий статус України, що ознаменувало вихід України з буферної зони між Західним світом і Росією, та розпочато масштабну реформу Збройних сил України.
У культурній сфері зменшення залежності відбулось у наслідок обмеження на концертну діяльність в Україні для акторів, які публічно підтримали агресивну політику Путіна, та заборону трансляції частини російської теле- та кінопродукції, яка пропагує або прославляє російські силові структури та імперську політику. З усім тим, частка російської та російськомовної телепродукції в українському медійному просторі все ще лишається непропорційно високою.

### Трансформація політичної системи України
Революція призвела до переформатування колишньої владної верхівки та її дезінтеграції з утворенням Опозиційного блоку і ряду інших відносно дрібних політичних формувань. Також зазнали переформатування і колишні опозиційні сили, які завдяки революції отримали більшість у новообраній Верховній Раді. При цьому практично одразу після виборів та формування нової конфігурації влади в Україні почала формуватися нова опозиція, до складу якої увійшли «Опозиційний блок» і три політичні сили з табору революціонерів — «Самопоміч» Андрія Садового, Радикальна партія Олега Ляшка та «Батьківщина» Юлії Тимошенко. Це призвело до втрати конституційної більшості революційними силами в Раді та гальмування в проведенні окремих реформ.

## Контрреволюція
Активна протидія революційним перетворенням у державі здійснювалась представниками окремих олігархічних (а по факту кримінальних) структур та окремими (здебільшого популістськими) силами, які брали участь у революції, але не досягли своєї мети. Всебічну підтримку контрреволюціонерам надавала і продовжує надавати путінська Росія, у тому числі — через проведення на території України спеціальних операцій.
Втеча колишніх президента Віктора Януковича, генерального прокурора Віктора Пшонки, міністра внутрішніх справ Віталія Захарченка та інших із найближчого оточення Януковича деморалізувала прибічників Партії Регіонів. Так, один із лідерів партії, Олександр Єфремов, заявив, що вся відповідальність за жертви лежить на Януковичі.
Згодом, зважаючи на відсутність серйозних переслідувань винних у прийнятті злочинних політичних та неправочинних судових рішень, застосуванні проти учасників мирних зібрань вогнепальної зброї тощо представники Партії Регіонів та їх прибічники розгорнули діяльність, направлену проти Революції та держави Україна. Вінцем цієї діяльності стала участь «нових опозиціонерів» у сприянні військовій агресії Росії проти України та створенні фейкової квазідержави «Новоросія» на чолі з «головою парламенту» Олегом Царьовим.

## Революція гідності в мистецтві
- Список книг про Євромайдан
- Ікони Революції
- Список фільмів про Євромайдан
- цикл документальних фільмів «Зима, що нас змінила» каналу «1+1»
- фільм Сергія Лозниці «Майдан»
- фільм Євгена Афінеєвського і студії Netflix «Зима у вогні»